# مادبا
مادبا أو مأدبا مدينة تقع في وسط المملكة الأردنيّة الهاشميّة، وهي مركز محافظة مادبا. تبعد 33 كيلومترًا جنوب غرب العاصمة عمّان، وترتفع عن مستوى سطح البحر بحوالي 770 مترًا. بلغ عدد سكانها في عام 2015 حوالي 105,353 نسمة، حيث تُعتبر تاسع أكبر مدينة في المملكة.
أسس المؤابيّون المدينة في القرن الثالث عشر قبل الميلاد، حيث كانت جزءًا من مملكتهم الممتدة شرق نهر الأردن. كما توالى عليها العديد من الحضارات التي حكمت المنطقة. كما لعبت دورًا بارزًا بعد أن احتلها البيزنطيّون، إذ ضمّت عددًا من الكنائس التاريخيّة الهامّة. وتعد المدينة اليوم، من أكثر الأماكن أهميّةً لأتباع الديانة المسيحيّة، بسبب وجود تلك المعالم الدينيّة. كما يقع في محيطها الكثير من المواقع الأثريّة والأماكن المقدسة المتمثّلة بمواقع الحج المسيحي مثل المغطس، جبل نيبو، مكاور وأم الرصاص، مما يجعل منها مقصدًا للسيّاح. علمًا بأن أهمية مادبا في القرون الأولى للمسيحية كانت مثل أهمية مدينة القدس كأهم مركز للحياة المسيحية في شرق الأردن، حيث ذُكرت في الإنجيل، إلا أنها تعرضت للدمار نتيجة للزلزال العنيف الذي لحق بالمنطقة عام 749، وزلازل أخرى تلته. ولكن القبائل العربية المسيحية من منطقة الكرك أعادت إحياءها واستوطنتها ابتداءً من عام 1880 م، حيث يسكنها اليوم المسيحيون والمسلمون على حد سواء.
اشتهرت مادبا كثيرًا بالفسيفساء، وهي واحدة من أهم المدن الحرفيّة في العالم بهذا الفن، حيث تشتهر المدينة بإرث خاص في أزقتها وكنائسها البيزنطيّة القديمة ومساجدها وعمارتها الفريدة. كما تحوي المعهد الوحيد في العالم لتعليم هذا الفن، حتى سُميت بمدينة الفسيفساء. وتُعد خارطة مادبا من أهم الآثار الفسيسفائية في المدينة.
تأسس أول مجلس بلدي للمدينة في عام 1912، وهو اليوم تحت اسم بلدية مادبا الكبرى، التي تقع ضمن حدودها خمسة مناطق، تكوّن حدود مدينة مادبا الممتدة على حوالي 54 كيلومترًا مربعًا. وقد أُعلن عن فوز المدينة بلقب عاصمة السياحة العربيّة لعام 2022، بعد تحقيقها للمعايير والشروط المرجعيّة كافة.

## التسمية

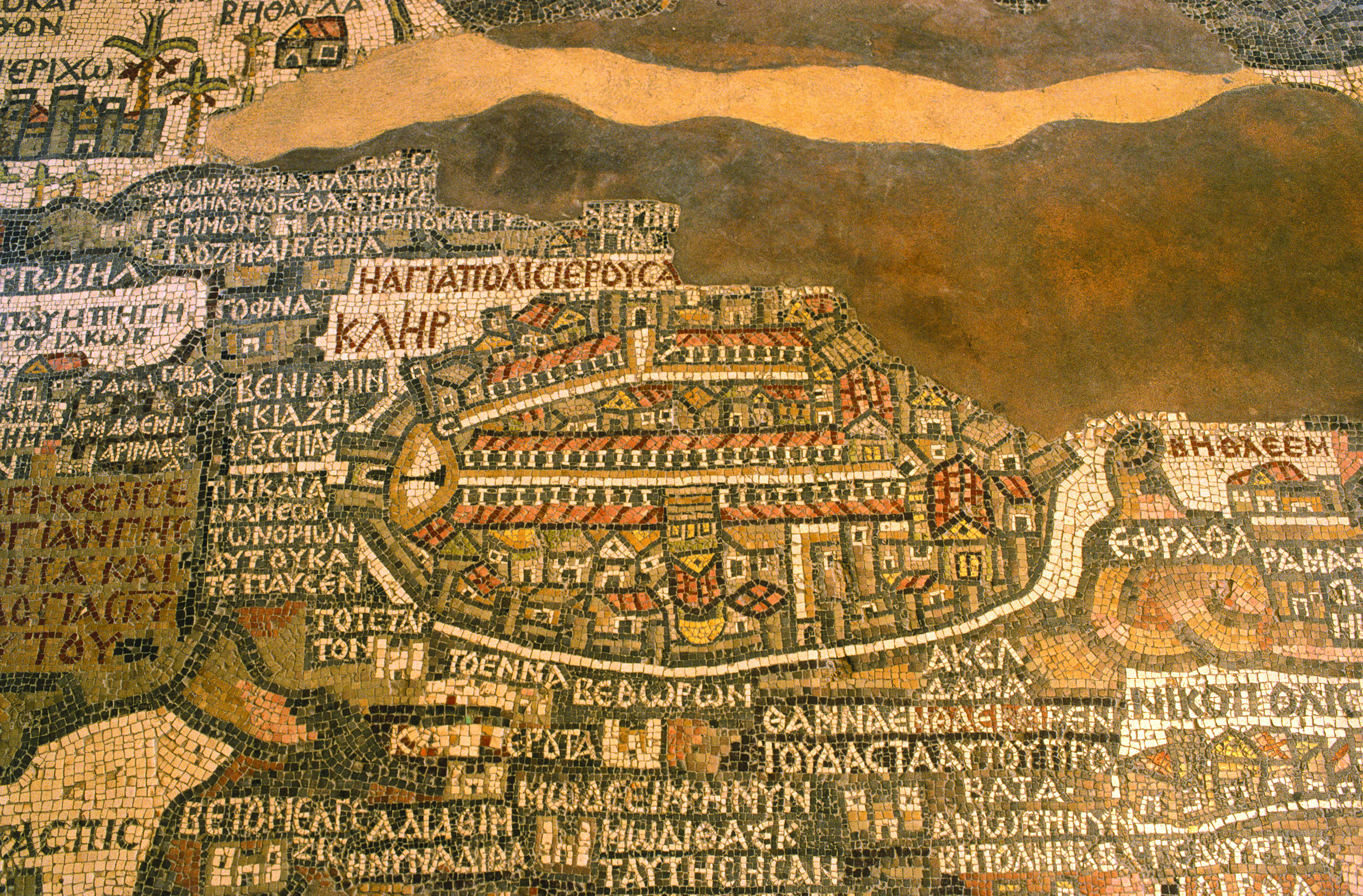
خارطة مادبا الفسيفسائية، يظهر عليها اسم مادبا وعدة مدن أخرى.

لم يتغير اسم مادبا عبر المراحل التاريخيّة المختلفة، إلا بشكل طفيف في اللفظ، مما يعطي دلالة واضحة ومهمة على تاريخ المدينة. كما يلفظ أهل المنطقة اسم المدينة بألف ممدودة دون همزة، وهو الاسم الذي أصبح متعارفًا عليه في المنطقة.
يعود أصل تسمية مدينة مادبا إلى عدة احتمالات (يُطلق عليها باليونانية: Μαντάμπα)، فهناك احتمال أن الكلمة سريانية، وتعني «مكان الطين» أو «المياه الهادئة»، لأن المياه تستقر عادة حول المدينة. ويوجد احتمال آخر هو أن الاسم آرامي، حيث تتكون مادبا من كلمتين؛ هما «ميا» د «أيب»، فالكلمة الأولى تعني المياه والثانية تعني الفاكهة، وحرف الدال للإضافة فيكون معناه مياه الفاكهة. كما يوجد احتمال ثالث، وهو أن مادبا كانت بالأصل «ميدبا»، وهو اسم مؤابي يعني مياه الراحة، وأنه ربما كان مأخوذًا من كثرة عدد برك المياه التي كانت تحيط بالمدينة.
كما ذُكرت في الإنجيل بهذا الاسم، والتي تُعد من أقدم المدن المؤابية. وقد بقي كما هو في جميع المصادر القديمة التي ذكره دون تحريف، حتى العصر الحديث.

## التاريخ

### التاريخ القديم
ورد اسم مادبا وجوارها في العديد من الكتابات التاريخيّة القديمة، والكتب السماوية، كالتوراة والإنجيل والأسفار. وجاء فيها اسم «ميداب» و«حشبون» (حسبان) و«ذيبون» (ذيبان) وجبل نيبو و«بعل معون» (ماعين) ومكاور ووادي الوالة، وغيرها من المواقع المهمّة، إضافة إلى النقوش والشواهد الأثريّة العديدة، والتي يُستدل منها أن المدينة كانت إحدى المدن العامرة في الأزمان القديمة، وأن لها تاريخًا يعود إلى حضارة المؤابيين وعدة ممالك أخرى حكمتها.

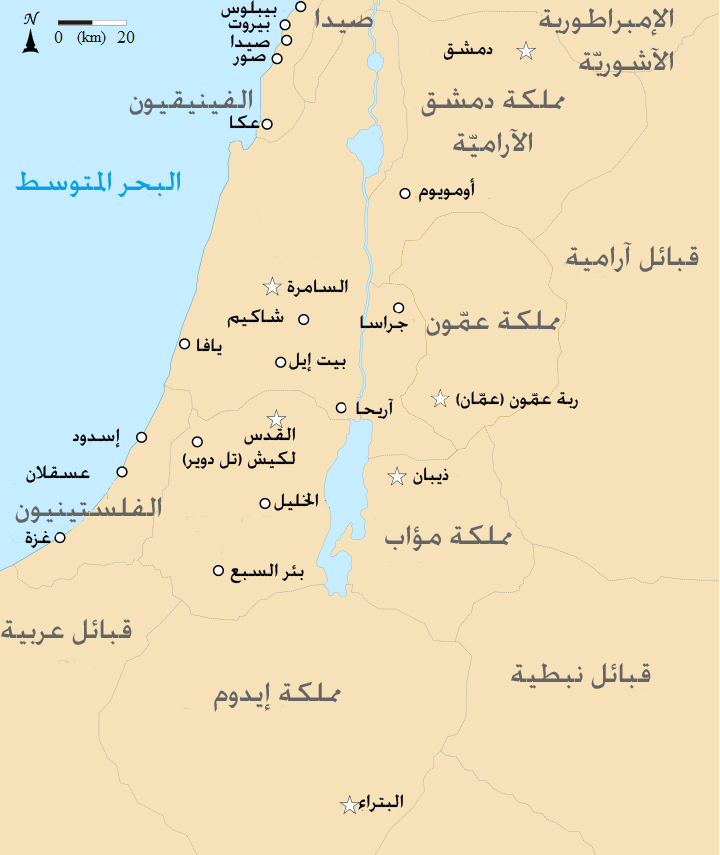
مملكة مؤاب عام 830 ق.م، حيث كانت مادبا تتبع لها.

ظهر في بدايات القرن الثالث عشر قبل الميلاد في منطقة شرق الأردن عدة ممالك ودويلات كانت ذات طابع محلي، هي ممالك المؤابيين والعمّونيين والأدوميين والأموريين. وكانت مادبا ضمن أراضي مملكة مؤاب، التي امتدت أراضيها في وادي الموجب شمالاً إلى الحسا جنوبًا. إلا أن حدود تلك الممالك لم تكن ثابتة، بل كانت تتغير وتتبدل بين الفترة والأخرى، وذلك تبعًا لطبيعة الأحوال السياسيّة السائدة في هذه الممالك. وهذا يعني أن منطقة مادبا وجوارها قد تبادلت السيطرة عليها في بعض الأحيان دول غير المؤابيين، كالأموريين والعمّونيين. وكانت تلك الفترة نفسها التي خرج منها بنو إسرائيل من مصر في فترة النبي موسى، الذين وقعت بينهم وبين المؤابيين عدة معارك، تمكن بعدها الملك العبري عمري الانتصار والسيطرة على عدة مناطق مؤابية، كانت منها مادبا. ولكن تبعية مملكة مؤاب للملك عمري لم تدم طويلا، حيث انتصر عليه الملك ميشع، وتمكن من استعادة قوة مؤاب وطرد بني إسرائيل منها. ولقد خلّدت مسلة ميشع تلك الانتصارات.
لقد لعب موقع مادبا تاريخيًا دور كبير في أهميتها، حيث كانت إحدى محطات طريق الملوك الذي يربط مصر ببلاد الشام، حيث يُعتبر أحد أقدم وأهم الطرق التجارية في منطقة الشرق الأوسط. كما اعتمد المؤابيون وغيرهم من الأقوام في الدول القديمة على هذا الطريق للتجارة. كانت السيطرة على هذا الطريق من أهم أسباب المعارك التي حدثت بين بني إسرائيل والممالك الواقعة شرق نهر الأردن. وقد ورد في الكتاب المقدس بعهده القديم عندما زحفت جيوش حلف مؤلف من أربعة من ملوك الشمال على طول هذا الطريق لمحاربة الملوك مدن بسهل الخمس بما في ذلك مدينتا سدوم وعمورة، وهو الطريق الذي تمنى موسى أن يسلكه مع قومه عبر أرض إدوم للحصول على أرض كنعان.
خضعت مادبا بعد فترة للسيطرة الآرامية، ثم احتلها الآشوريون، الذين أعطوا الحكم للمؤابيين ليحكموا أنفسهم بأنفسهم مقابل إعطاء الجزية. وعندما تغلب البابليون على الآشوريين، سيطروا على جميع مناطقهم، ومنها مؤاب. وقد قام القائد نبوخذنصر بالهجوم على حسبان وذبح أهلها، وذلك بعد هجومه على القدس والسبي البابلي الأول. وقد تراجعت مؤاب بعد ذلك.
خضعت المنطقة بعد ذلك للغزو الفارسي، ثم احتلها الاسكندر المقدوني عام 332 ق.م، فأدخل إلى المنطقة بعض مظاهر الحضارة اليونانية. استمر هذا الأمر حتى دخول الأنباط المدينة في القرن الثاني قبل الميلاد، حيث تمكن الملك الحارث الأول من استرجاع مادبا وجوارها وضمها لمملكته. وأسند الأنباط إدارة مادبا وجوارها إلى بني يعمر.

### الرومان والبيزنطيون

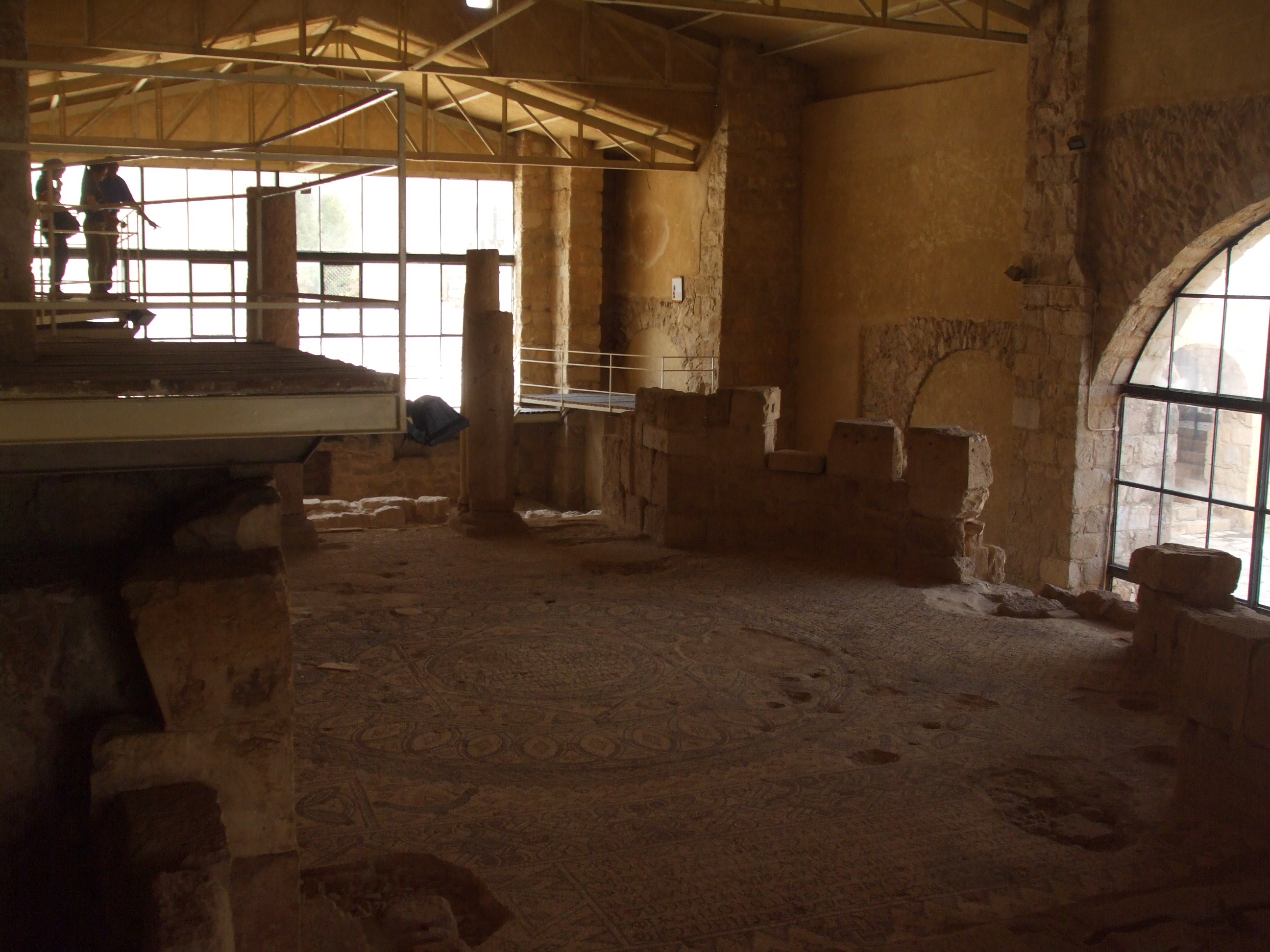
جزء من شوارع مادبا الرومانية محفوظ في منتزه مادبا الأثري.

خضعت مادبا لسيطرة الرومان في بداية القرن الثاني، وأصبحت ضمن المقاطعة العربية البترائية. لقد جعل الرومان مادبا مدينة نموذجيّة بامتياز، فبنوا الشوارع المعمّدة، والمعابد، ومباني أخرى. كما أقاموا أحواض ماء ضخمة وسوراً يحصنها. لقد تم الحفاظ على جزء من شوارع مدينة مادبا الرومانيّة في منتزه مادبا الأثري، حيث يقطع الشارع الروماني القديم، وهو من أبرز عناصر المتنزه، المدينة من الشرق إلى الغرب، ويقود إلى بوابات أسوارها القديمة، ويمتد مدفونا تحت الأرض لمسافة طويلة خارج المنتزه. كما أعاد الرومان إنشاء طريق الملوك الي يمر بمادبا، وتحديدًا في فترة الإمبراطور تراجان. وقد اُطلق عليه اسم "Via Traiana Nova"، كما تم إكماله في فترة الإمبراطور هادريان. لقد تم استخدام الطريق فيما بعد من قبل الحجاج المسيحيين القادمين إلى فلسطين والأردن، لكونه يمر من عدة أماكن مسيحية مهمة، بما فيها جبل نيبو، والمغطس على نهر الأردن.
لقد ازدهرت مادبا في الفترة البيزنطيّة، خاصةً بعد انتشار المسيحيّة في المنطقة، حيث اعتنقها أحد الزعماء العرب من قبائل الضجاعمة، وتأصّلت فيها أيام الغساسنة سنة 292 م. وكانت مادبا ومكاور وحسبان من أهم المقاطعات العربيّة في تلك الفترة. كما أصبحت المدينة بعد ذلك إحدى مدن المقاطعة الثالثة في عهد ثيودوسيس الفلسطيني. وقد عُين لمادبا أسقف اسمه قايوناس الثاني في حوالي سنة 451 م. كما وُجدت العديد من الآثار الكنسيّة إبان تلك الفترة. ومن أهم هذه الكنائس كنيسة الخارطة. ولعل انتشار بناء الكنائس في مادبا في هذه الفترة أعطي دلالة مهمة تدل أن سكانها كانوا بأعداد كبيرة، ساعد ذلك في الرخاء الاقتصادي في مادبا.
اشتهرت مادبا كثيرًا بالفسيفساء، حتى سُميت بمدينة الفسيفساء. ومن أهم الآثار الفسيسفائية في المدينة خارطة مادبا. وهي جزء من أرضية فسيفسائية لكنيسة قديمة. وهي أقدم خريطة أصلية للأراضي المقدسة، والتي يعود إنشاؤها إلى سنة 560. توجد اليوم داخل كنيسة القديس جوارجيوس في مدينة مادبا، والتي بُنيت في عام 1896 فوق بقايا الكنيسة البيزنطية. تمتد خريطة مادبا على جزء من أرضية الكنيسة، وتُقدر أبعادها بنحو 15.75 عرضا 5.60 طولا، وتشكل مدينة القدس مركزا لها. وتظهر فيها مواقع في فلسطين والأردن وسوريا ولبنان ومصر.

### الحكم الإسلامي
لقد تمكّن المسلمون من فتح مادبا بعد الفتح الإسلامي للشام عام 637 م، ولم يُجبر أحد على تغيير دينه، حيث استمر الكثير من سكان المدينة باعتنقاء المسيحية. وقد مرّ الخليفة عمر بن الخطاب بمادبا في طريقه لفتح القدس، كما تم بناء مسجد المدينة في المنطقة التي صلى فيها، وهي منطقة الخطابية التي سُميت باسمه فيما بعد. كما تم بناء العديد من الكنائس في بداية الحكم الإسلامي للمنطقة، وتحديدًا في فترة الدولة الأمويّة.
لقد ساهم أبناء مادبا أيضًا في تزيين القصور الصحراويّة التابعة للخلفاء الأمويين، كقصر عمرة وقصر هشام في أريحا، كما أن معظم الإنتاج الفسيفسائي جرى في تلك الفترة، كما في كنيسة مريم العذراء، وغيرها. إلاّ أن المدينة تعرضت لعدة كوارث طبيعية كالزلازل، ألحقت بها أضرارًا كبيرة، كان أكبرها زلزال عام 749 م، والذي أدى إلى دمار كبير بالمدينة، ومدن أخرى في فلسطين والأردن.
لقد أكسب موقع مادبا الإستراتيجي والقريب من طريق الحج الشامي أهمية خاصة لدى المماليك، فقد كانت من أشهر المحطات في العصر المملوكي في منطقة البلقاء، وقريبة من المحطات الأخرى في حسبان، ذيبان، وزيزيا. إلاّ أن أهميتها قد فُقدت لصالح جارتها حسبان لسنوات عديدة. حيث تم إلحاق أراضي مادبا بالأخيرة حتى القرن التاسع عشر، حتى عادت إلى مكانتها.

### التاريخ الحديث

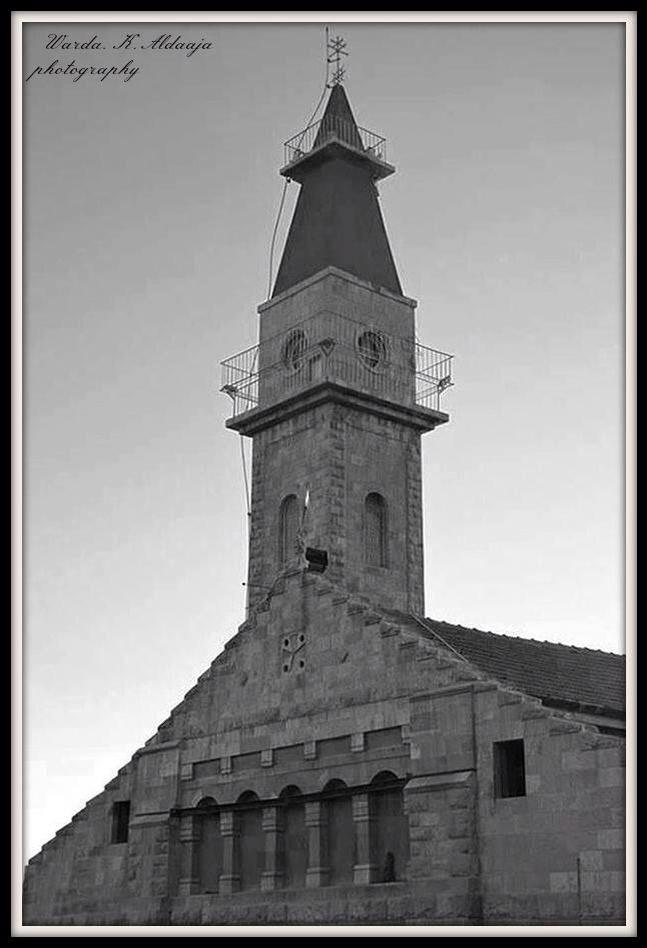
دير اللاتين، تم تشييده في 1883.

ظلّت أهميّة المدينة متواضعة حتى قدوم بعض من العشائر المسيحيّة من الكرك ابتداءً من عام 1880، فأحيوها من جديد بعدما استوطنوها. كما شُيِّدت عدد من المباني الإداريّة بعد ذلك، كان أهمّها دار السرايا العثمانيّة المبنيّة في عام 1896. كما شُيِّد عدد من المباني الدينيّة من الكنائس والمساجد في تلك الفترة وما بعدها في مواقع أثريّة هامّة، فتم بناء كنيسة قطع رأس يوحنا المعمدان (دير اللاتين) في سنة 1883، وكنيسة القديس جاورجيوس سنة 1896، في حين بُنِي مسجد الملك حسين في 2007، تلى ذلك نمو في السكان بشكل متسارع حول دور العبادة تلك.
كانت مادبا وجوارها تتبع لقضاء السلط الواقع ضمن متصرفيّة الكرك سنة 1872. وقد شهدت المنطقة تغيرات إداريّة مستمرّة، حيث أنشأت الدولة العثمانيّة أول ناحية في الجيزة، ثم ناحية الثمد، وقد انتقل مركز هذه الناحية فيما بعد إلى مادبا، واستقر الأمر نهائيًا على إنشاء ثلاث نواحٍ في المنطقة هي: ناحية الجيزة وناحية عمّان وناحية مادبا. كما تأسّس أول مجلس بلدي بالمدينة عام 1912. لقد تطورت مادبا بعد استقلال الأردن عام 1946 كغيرها من المدن الأردنية تطورًا لافتًا في أكثر من صعيد. وعلى المستوى الإداري والتنظيمي، تحوّلت من قضاء إلى لواء إلى أن أصبحت أخيرًا بمستوى مركز لإحدى محافظات الأردن الاثنتي عشرة، يتبع إليها لواء ذيبان وعدد من الأقضية.
تجدر الإشارة إلى أن المدينة تضم عدّة متاحف تحكي تاريخها، منها متحف مادبا الأثري ومتحف الحكاية التراثي في جبل نيبو ومنتزه مادبا الأثري. وقد زار منطقة مادبا ثلاثة من البابوات، حجوّا إلى موقع مغطس المسيح، وهم البابا جون بول الثاني، حيث زار المنطقة في آذار/ مارس 2000. بعد ذلك البابا بنديكتوس السادس عشر في أيار/ مايو 2009، عندما أسس لبناء الكنيسة اللاتينيّة اليونانيّة الملكيين الجديدة. أما ثالث زيارة، فكانت من قبل البابا فرنسيس في أيار/ مايو 2014.

## الجغرافيا

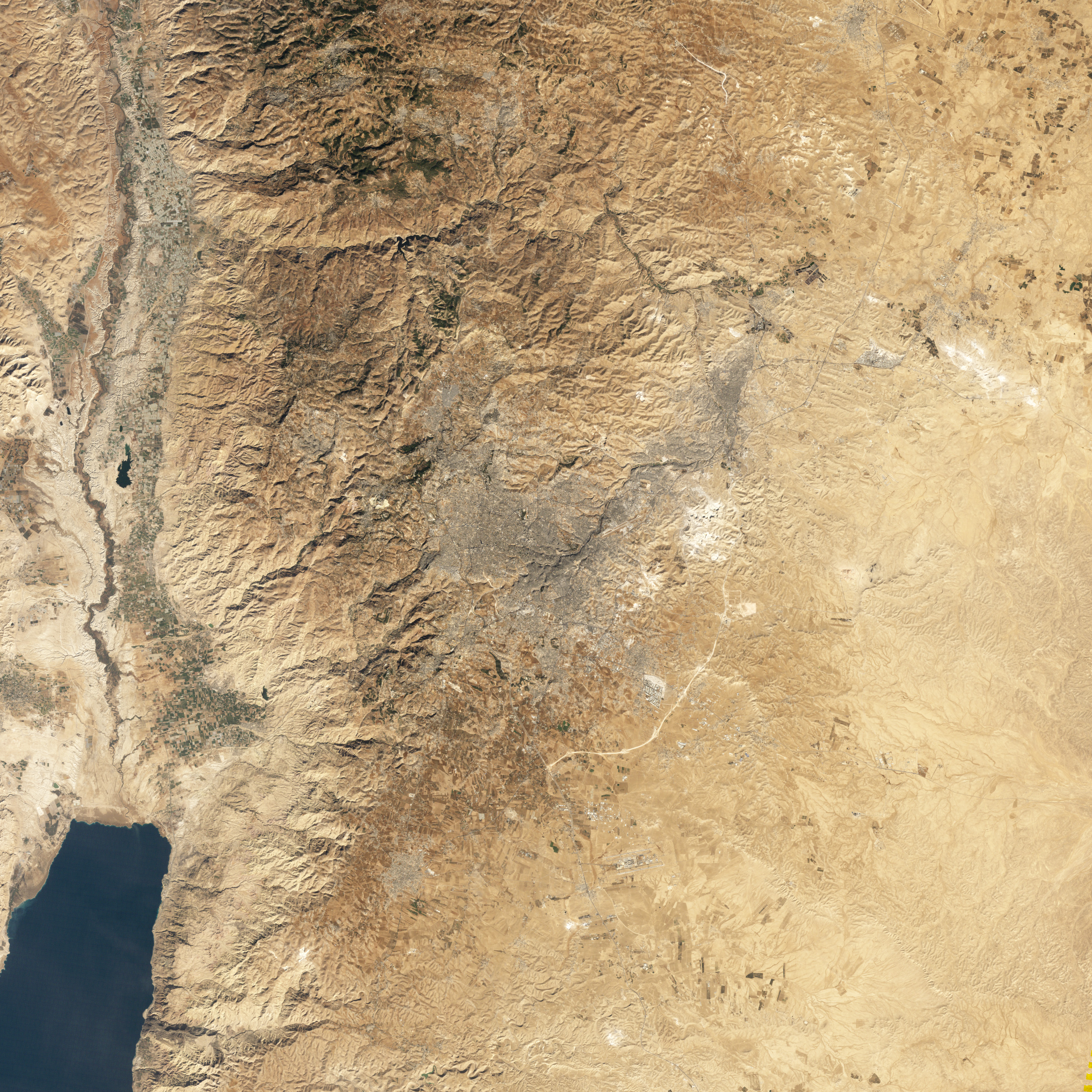
صورة جويّة لمادبا وجوارها.

تقعُ مدينة مادبا على مسافة 33 كيلومترًا جنوبَ العاصمة الأردنيّة عمّان، على دائرة العرض 31ْ شمالاً، وخط الطول 35ْ شرقاً. وتصلُ مساحة المدينة إلى حوالي 54 كيلومتراً مُربَّعاً. تتكون مدينة مادبا من خمسة مناطق تشرف عليها بلديّة مادبا الكبرى وتقع ضمن حدودها؛ هي منطقة جرينة والوسية، منطقة غرناطة والعريش، منطقة ماعين والمنشية، منطقة الفيصلية، ومنطقة المريجمات والحوية. ومن ناحية إدارية، تعتبر المدينة مركز قضاء مادبا وكذلك محافظة مادبا، التي تُعَدّ واحدةً من محافظات الأردن الإثني عشر.
تحدٌّ المدينة من جهة الشمال الشرقي عمَّان، حيث يمكن الوصول منها إلى مادبا عبر محورين؛ الأول عبر طريق مادبا الشرقي (طريق 35) الذي يخترق المدينة من جهة مطار الملكة علياء الدولي في الشرق، متجهًا إلى الجنوب. أما المحور الثاني، فهو طريق مادبا الغربي، الذي يربط المدينة بالعاصمة عبر ناعور. أما من الجنوب، فيحد المدينة محافظة الكرك، وتشرف على البحر الميت من جهة الغرب. كما يمكن الوصول إلى مادبا عبر طرق ثانوية من المناطق المحيطة بها، كطريق أم الرصاص جنوبًا، وطريق ماعين من الجنوب الغربي، وطريق جبل نيبو من الشمال الغربي. وتتموضعُ المدينة - جغرافيًا - في منطقة هضاب البلقاء، وبذلك فإنَّها تتبعُ إقليم حوض البحر الأبيض المتوسط، حيث تبعد عنها القدس 53 كيلومترًا إلى الغرب، بينما تبعد عنها دمشق 200 كيلومترًا إلى الشمال.
تقعُ المدينة على سهلٍ زراعي خصب في ربوة طبيعية، حيثُ لا زالت تشغلُ نفس الموقع الذي استوطنه الناسُ فيها منذ العصور القديمة. كما تمتاز المنطقة عمومًا بتنوع تضاريسها، حيث تشتهر بسهولها الواسعة المنبسطة، والتي تعمل على رفد المملكة بكميات وافرة من الحبوب، إضافة إلى مناطقها الغورية والشفا غورية، والتي تعتبر من أهم مصادر إنتاج الخضراوات والفواكه والزيتون.

### التضاريس
يرتفع سطح منطقة مادبا ارتفاعًا تدريجيًا نحو الغرب، حتى يشرف على وادي الأردن والبحر الميت، وذلك بانحدار شديد، وفي المقابل ينحدر سطح الأرض ببطء شديد بالاتجاه شرقًا، حتى يكاد ان يتلاشى الانحدار عند نهاية حدوده الشرقية. وبذلك تشكل مادبا هضبة متموجة السطح. وتتميز تضاريس مادبا بالتعقد باتجاه الغرب، بينما تنساب سهولها بالاتجاه نحو الشرق، تتخللها بعض التلال والمرتفعات المتفرقة، والتي لا يزيد ارتفاعها عن 900 متر فوق مستوى سطح البحر.

### المناخ

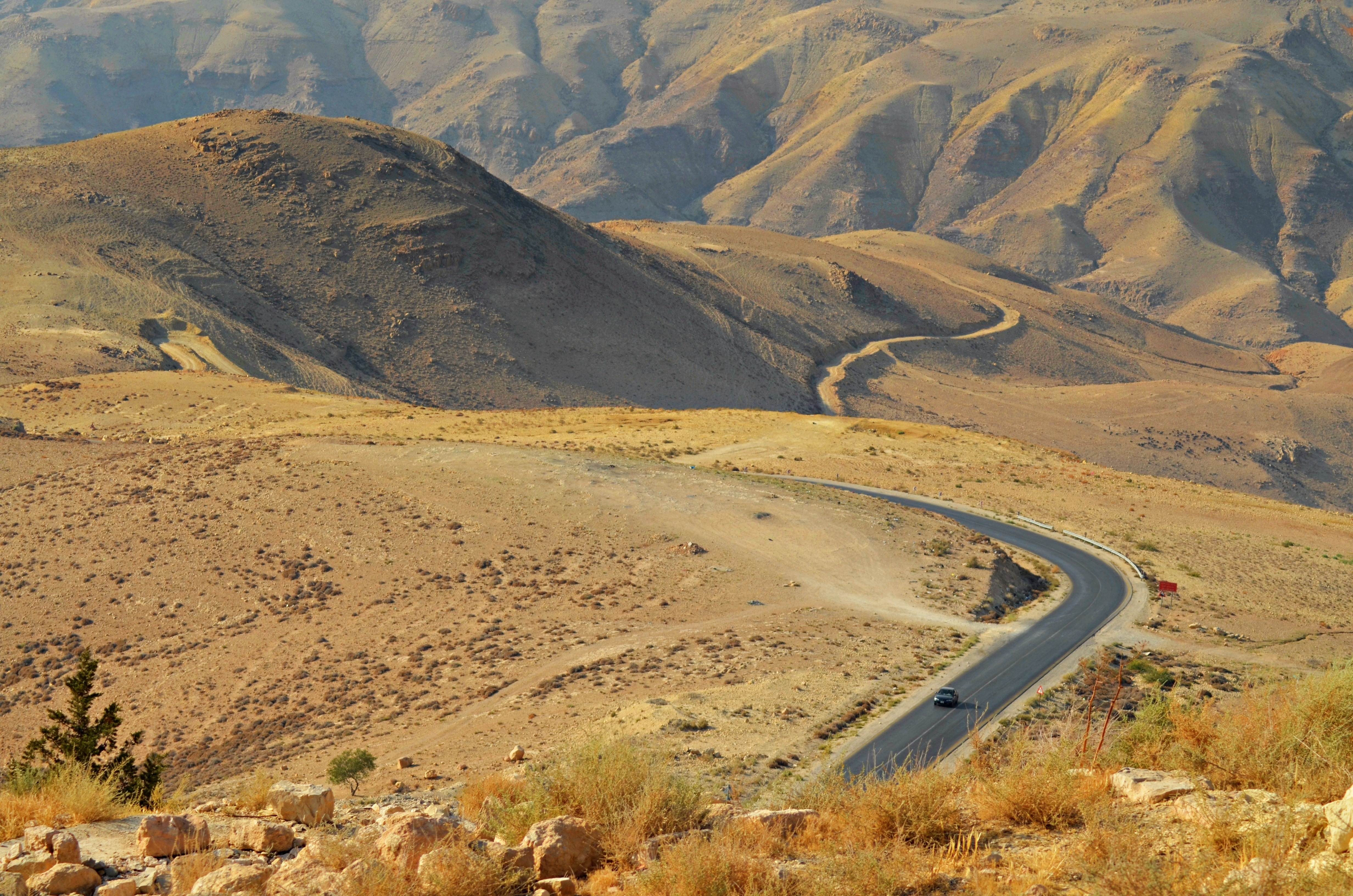
تضاريس المنطقة صيفًا من جبل نيبو.

تمتازُ مدينة مادبا بمناخٍ شبه رطب يميلُ للجفاف. وتسودُ فيها الرِّياح الغربية عامَّة، والرِّياح الشمالية الغربية خصوصاً. وتمتازُ، مثل باقي الأردن، برياحٍ باردة وجافَّة شتاءً، ومعتدلة ورطبة صيفاً. وقد تهبّ أحياناً على المدينة رياحٌ شرقية أو شمالية شرقية، قد تحملُ معها عواصف رمليَّة مُحمَّلة بذرَّات الغُبَار. ويبغُ متوسِّط سرعة الرياح 15 كيلومتراً/الساعة، وقد يصلُ - بأحيانٍ مُعيَّنة - إلى 120 كم/ساعة.
تتفاوتُ معدَّلات الأمطار في مدينة مادبا على مدار السَّنة وخلال الفصول بدرجةٍ كبيرة، وذلك نظراً إلى تأثير المنخفضات الجويَّة على الطَّقسِ فيها. وبصورةٍ عامة يمتدّ موسم الأمطار من شهر تشرين الأول/ أكتوبر إلى أيار/ مايو، ويبلغ معدل الهطول فيه حوالي 100 ملم أو أكثر، وهي تقعُ في نطاقٍ شبه رطب. وتتراوحُ الرطوبة - بالمثل - على مدار العام، وما بين اللَّيل والنَّهار، وذلك تأثراً بنوع الكتل الهوائية ودرجات الحرارة. ويبلغُ وسطيّ الرطوبة النسبية في لمدية وجوارها 58%، إلا أنَّه قد ينخفضُ في أوقاتٍ من العام (بين شهري مارس وأبريل) إلى 5% فحسب، فيما يترفعُ بأوقاتٍ أخرى (في شهر نوفمبر) إلى حدِّ 79%.
| البيانات المناخية لـمادبا    | البيانات المناخية لـمادبا | البيانات المناخية لـمادبا | البيانات المناخية لـمادبا | البيانات المناخية لـمادبا | البيانات المناخية لـمادبا | البيانات المناخية لـمادبا | البيانات المناخية لـمادبا | البيانات المناخية لـمادبا | البيانات المناخية لـمادبا | البيانات المناخية لـمادبا | البيانات المناخية لـمادبا | البيانات المناخية لـمادبا | البيانات المناخية لـمادبا |
| الشهر                        | يناير                     | فبراير                    | مارس                      | أبريل                     | مايو                      | يونيو                     | يوليو                     | أغسطس                     | سبتمبر                    | أكتوبر                    | نوفمبر                    | ديسمبر                    | المعدل السنوي             |
| ---------------------------- | ------------------------- | ------------------------- | ------------------------- | ------------------------- | ------------------------- | ------------------------- | ------------------------- | ------------------------- | ------------------------- | ------------------------- | ------------------------- | ------------------------- | ------------------------- |
| متوسط درجة الحرارة الكبرى °ف | 57                        | 59                        | 66                        | 77                        | 84                        | 88                        | 91                        | 91                        | 88                        | 81                        | 70                        | 61                        | 76                        |
| متوسط درجة الحرارة الصغرى °ف | 37                        | 37                        | 41                        | 46                        | 52                        | 57                        | 59                        | 61                        | 59                        | 55                        | 46                        | 41                        | 49                        |
| الهطول إنش                   | 1.0                       | 0.9                       | 0.6                       | 0.2                       | 0.2                       | 0                         | 0                         | 0                         | 0                         | 0.1                       | 0.4                       | 0.8                       | 4.2                       |
| متوسط درجة الحرارة الكبرى °م | 14                        | 15                        | 19                        | 25                        | 29                        | 31                        | 33                        | 33                        | 31                        | 27                        | 21                        | 16                        | 25                        |
| متوسط درجة الحرارة الصغرى °م | 3                         | 3                         | 5                         | 8                         | 11                        | 14                        | 15                        | 16                        | 15                        | 13                        | 8                         | 5                         | 10                        |
| الهطول مم                    | 25                        | 22                        | 16                        | 4                         | 4                         | 0                         | 0                         | 0                         | 0                         | 3                         | 9                         | 20                        | 103                       |
| المصدر:                      |                           |                           |                           |                           |                           |                           |                           |                           |                           |                           |                           |                           |                           |

## السكان
حسب إحصاء سُكَّان الأردن لسنة 2015، يبلغ عدد سُكَّان مدينة مادبا 105,353 نسمة، حيث بلغت النسبة الذكور من بينهم حوالي 53% والإناث 47%، وأما عددُ الأسر فقد زادَ عن واحدٍ وعشرين ألف أسرة. وتعود جذور التركيبة السكانيّة لمدينة مادبا إلى القرن التاسع عشر، إذ إنَّ المدينة الحالية تأسَّست خلال تلك الفترة، نتيجة هجرة عددٍ كبيرٍ من العائلات المسيحيَّة من مدينة الكرك جنوباً واستقرارها في موقع مادبا المعاصر.
| السنة | عدد السكان   |
| ----- | ------------ |
| 1919  | 2,000 نسمة   |
| 1969  | 12,500 نسمة  |
| 1994  | 55,749 نسمة  |
| 2004  | 70,338 نسمة  |
| 2015  | 105,353 نسمة |

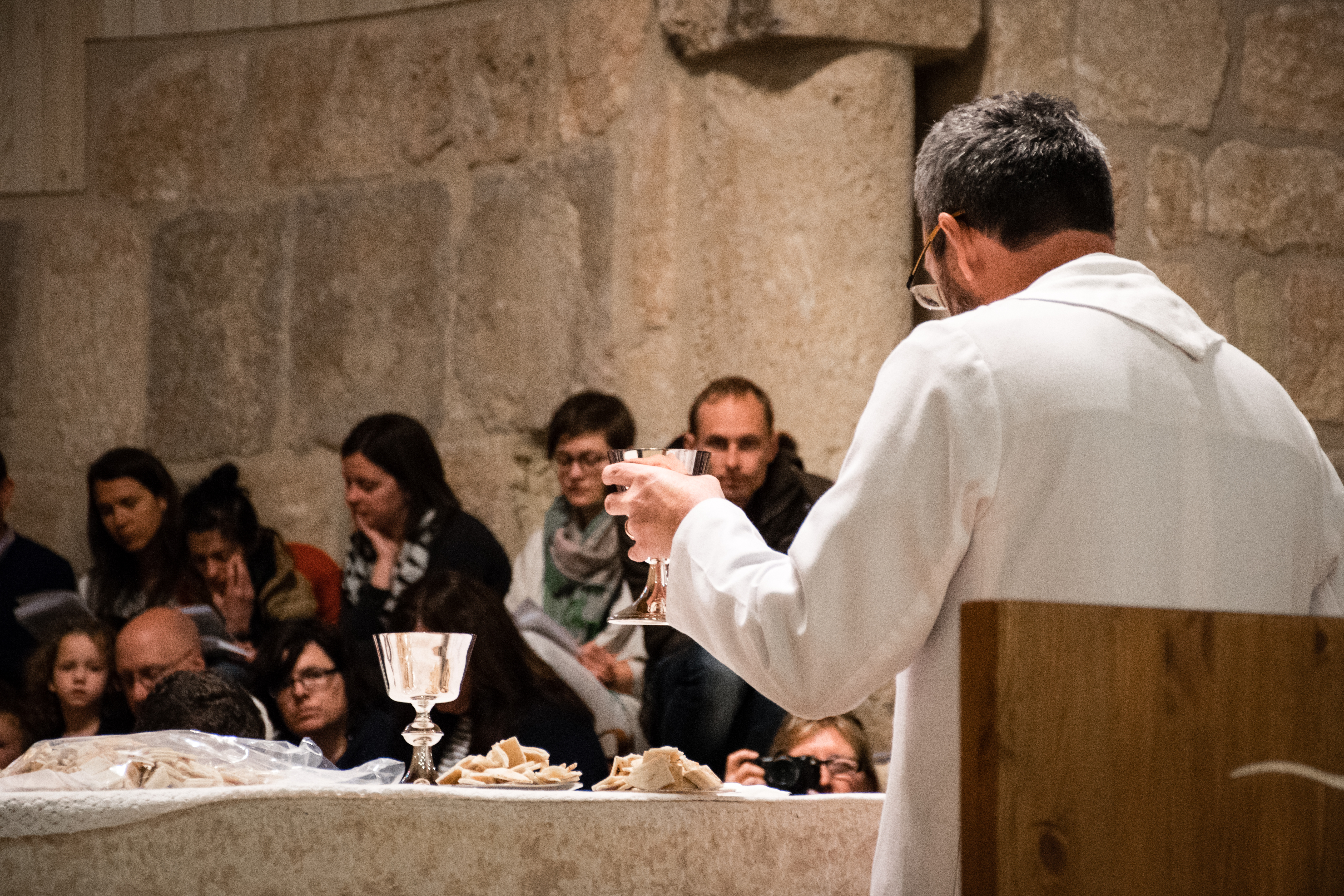
رجل دين من مادبا في عيد الفصح.

في ذلك الحين، كات الفئات المسيحيَّة تُمثِّل أغبية سُكَّان المدينة، ففي عام 1919، بلغ سُكَّان مادبا حوالي 2,000 نسمة منهم 87% من معتنقي الديانة المسيحية. إلا أنَّ عدد السكان المسيحيِّين تضاءل مع الوقتِ نتيجة قدوم الكثير من العائلات المسلمة إلى مادبا واستقرارها فيها خلال القرن العشرين، كما أنَّ نسبة تزايد السكان المسيحيِّين أقلُّ من أولئك المسلمين، وبالتالي فقد انخفضت نسبتهم مع الوقت. ففي إحصاء سنة 1969 ارتفع عدد السكان إلى 12,500 نسمة، إلا أنَّ نسبة المسيحيين منهم تدنَّت إلى 40%. وأما الآن فقد أصبحت نسبتهم تُقدَّر بما بَيْن 10 إلى 20% من أهالي مادبا فحسب، الذين تجاوز عددهم المائة ألف نسمة.
يشّكل اللاجئون جزءًا من سكان مادبا، إذ استقبلت المدينة اللاجئين من الدول القريبة على مر العقود الماضية، حيث يوجد في الجزء الجنوبي منها مخيم مادبا للاجئين الفلسطينيين، والذي تأسس بعد نكبة فلسطين بأعوام، وتحديدًا عام 1956، ويبلغ عدد سكانه 5500 نسمة حسب قيود وكالة الغوث الدوليّة. كما تستضيف المدينة والمناطق المجاورة منها آلاف اللاجئين السوريين، يُقدر عددهم بحوالي 5000 لاجئ ومن الأيدي العاملة، أتوا إلى مادبا بعد الأزمة السورية، بالإضافة إلى مئات الأسر من اللاجئين العراقيين الذين ازدادت أعدادهم بعد احتلال العراق عام 2003.

## الاقتصاد

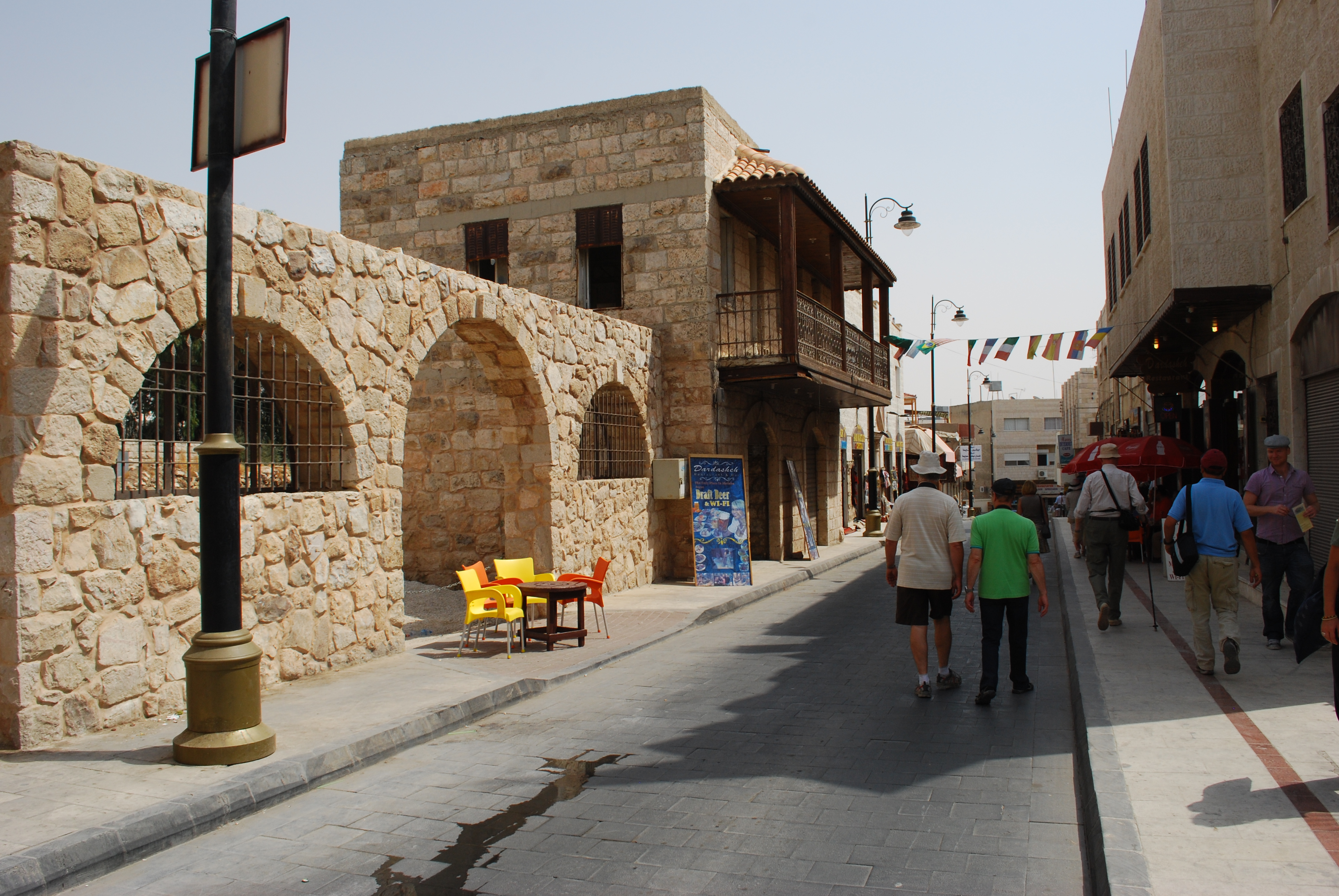
أسواق المدينة.

يعتمد اقتصاد المدينة كثيرًا على إيرادات السياحة. فوجود العدد الكبير من الكنائس الأثريّة والمعالم المعماريّة التاريخيّة القريبة والمنتجعات الترفيهية القريبة بالإضافة إلى الأسواق والطرق التي تقع على جنباتها عشرات المحال من محترفي فن صناعة الفسيفساء ضمن مسار مادبا التراثي، جعلت من مدينة مادبا المدينة الحرفية الأولى في العالم في فن الفسيفساء دون منازع. وقد بلغ عدد السيّاح الذين زاروا المواقع السياحيّة المختلفة في مادبا وجوارها خلال شهر كانون الثاني/ يناير 2016 حوالي 5411 سائحًا وفق مديرية سياحة مادبا.
من جهة أخرى، يعمل جزء كبير من سكان المدينة بالزراعة، حيث تشتهر المنطقة بسهولها الواسعة المنبسطة، والتي تعمل على رفد المملكة بكميات وافرة من الحبوب، إضافة إلى مناطقها الغورية والشفا غورية، والتي تعتبر من أهم مصادر إنتاج الخضراوات والفواكه والزيتون. إلا المدينة وجوارها تشهد نهضة عمرانيّة كبيرة بسبب قربها من العاصمة وسهولة أراضيها، ويسر المواصلات إلى عمّان، حيث تشابكت المباني وتوسعت على حساب الأراضي الزراعية الخصبة التي تمتاز بها المحافظة.

## التعليم
تتواجدُ في مدينة مادبا 47 مدرسة للمراحل الدراسية المختلفة، من أهمها كينغز أكاديمي، إضافةً إلى 20 دار حضانة، كما أنَّها تعتمدُ على المناطق والبلدات المحيطة بها في مراكز تدريبٍ لاختصاصاتٍ أخرى.

شعار الجامعة الأمريكية.

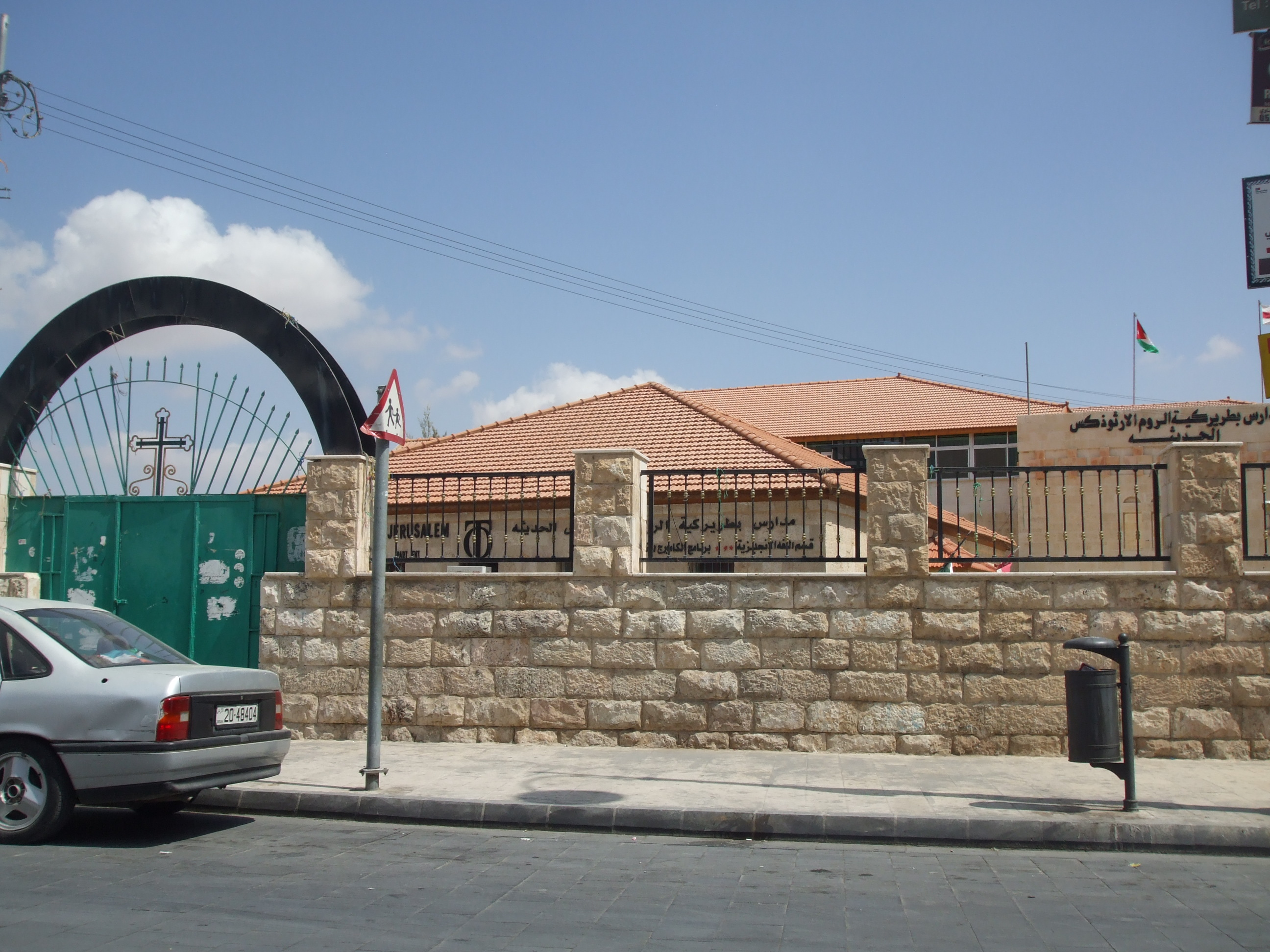
مدارس بطريركية الروم الأرثوذكس.

كما يوجد في المدينة 13 مركزاً تعليمياً مُرخصاً من الحكومة، وتوفّر هذه المراكز دوراتٍ في مجالات الأعمال، والإدارة، واستخدام الحاسوب. كما تقعُ فيها محطة مادبا المعرفية، المُتخصِّصة بتوفير خدمات التدريب بمجال التقنية.
لم تكُن تتواجدُ في المدينة - حتى وقتٍ قريب - أيّ جامعةٍ أو كليَّة للتعليم بعد المدرسي، وذلك حتى افتتاح الجامعة الأمريكية في مادبا عام 2011. تعتبر الجامعة الأمريكية في مادبا جامعةً خاصَّة، ولها كليات مُخصَّصة لمجالات الهندسة والصحة والعلوم وتقنية المعلومات والفنون وإدارة الأعمال واللغات.
يُشار بالذكر إلى أنه قد تم تأسيس الجامعة الألمانية الأردنية عام 2005 في منطقة المشقر المحيطة بمادبا، وتحديدًا على طريق مادبا الغربي، الذي يصل المدينة بكل من العاصمة عمّان وناعور.

## الثقافة

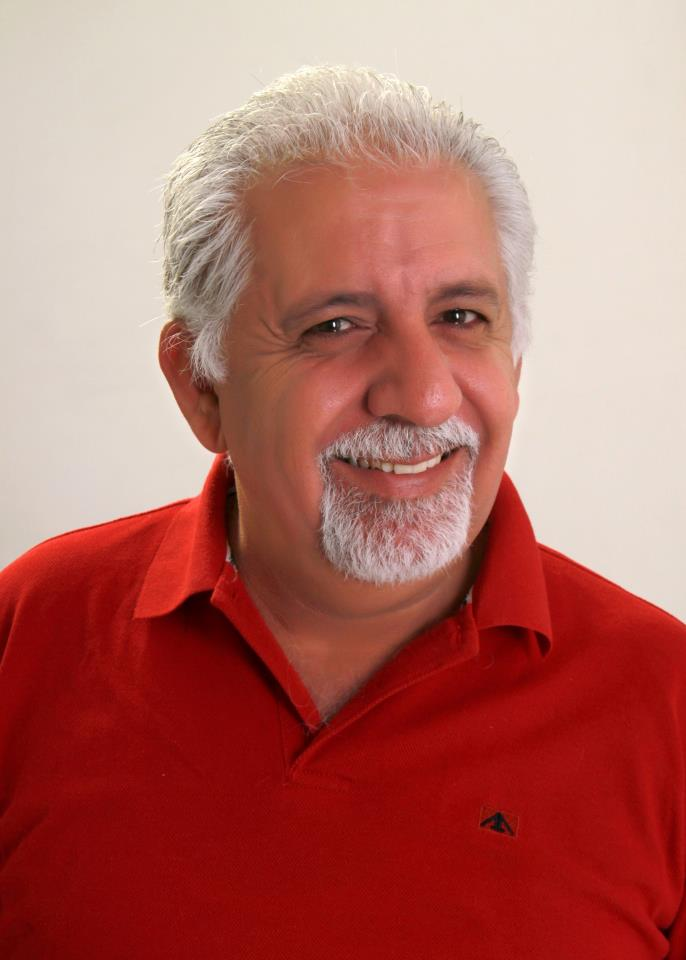
يوسف غيشان، كاتب ساخر من مادبا.

عُرفت مادبا في خمسينيات وستينيات القرن العشرين باسم «موسكو الصغيرة»، لكثرة ما فيها من شيوعيين كانوا جزءاً من حراك سياسي وحزبي، شارك في تشكيله أيضًا، البعثيون والقوميون العرب. وفي مرحلة متأخرة نسبيًا، ظهرت الحركة الإسلامية. كما كان لشخصيات أدبيّة من المدينة الدور الريادي في الحياة الثقافيّة والسياسيّة في المملكة حتى قبل تأسيس إمارة شرق الأردن، حيث أنجبت مدينة مادبا على مر تاريخها المعاصر العديد من الأعلام البارزين في المشهد الثقافي الأردني.
تضم مادبا وجوارها عدة مراكز ثقافيّة يصل عددها إلى 18 مركزًا وهيئة تتبع لمديرية ثقافة مادبا وتعنى بالشأن الثقافي كمؤسسات مجتمع محلي. كما تضم المدينة عدة متاحف تحكي تاريخها، منها متحف مادبا الأثري ومتحف الحكاية التراثي في جبل نيبو ومنتزه مادبا الأثري، كما رُممت مباني البلدة القديمة فيها بشكل جيد، حيث يتم عقد الفعاليات الثقافية فيها.
تشهد مادبا ازديادًا بالأنشطة والمهرجانات المحليّة، وذلك منذ إعلانها عاصمة للثقافة الأردنيّة في عام 2012، وهو مشروع تنظمه وزارة الثقافة الأردنيّة بحيث يتم اختيار مدينة كل عام ليتم تركز النشاطات الثقافية فيها. حيث أعلنت الوزراة بهذه المناسبة، عن افتتاح عدد من الصروح الثقافيّة، كما استضافت المدينة على مدار عام العديد من الفعاليات الأدبيّة والفنيّة والندوات والمؤتمرات والعروض والأمسيات الشعرية، بالإضافة إلى إصدار الكتب وإعداد مجموعة من الأفلام الوثائقية التي تبرز تاريخ المدينة وتراثها.

## العمارة
تُعتبر مادبا من المدن التراثيّة المهمّة في الأردن. كما تُعتبر بلدية مادبا الكبرى من أوائل البلديّات في المملكة التي استحدثت قسمًا للتراث، وعيًا منها لأهميته وحفاظًا على هوية المكان. كما قامت بترميم العديد من المعالم القديمة، حيث قامت بترميم طريق تراثي متكامل تحت اسم مسار مادبا التراثي.

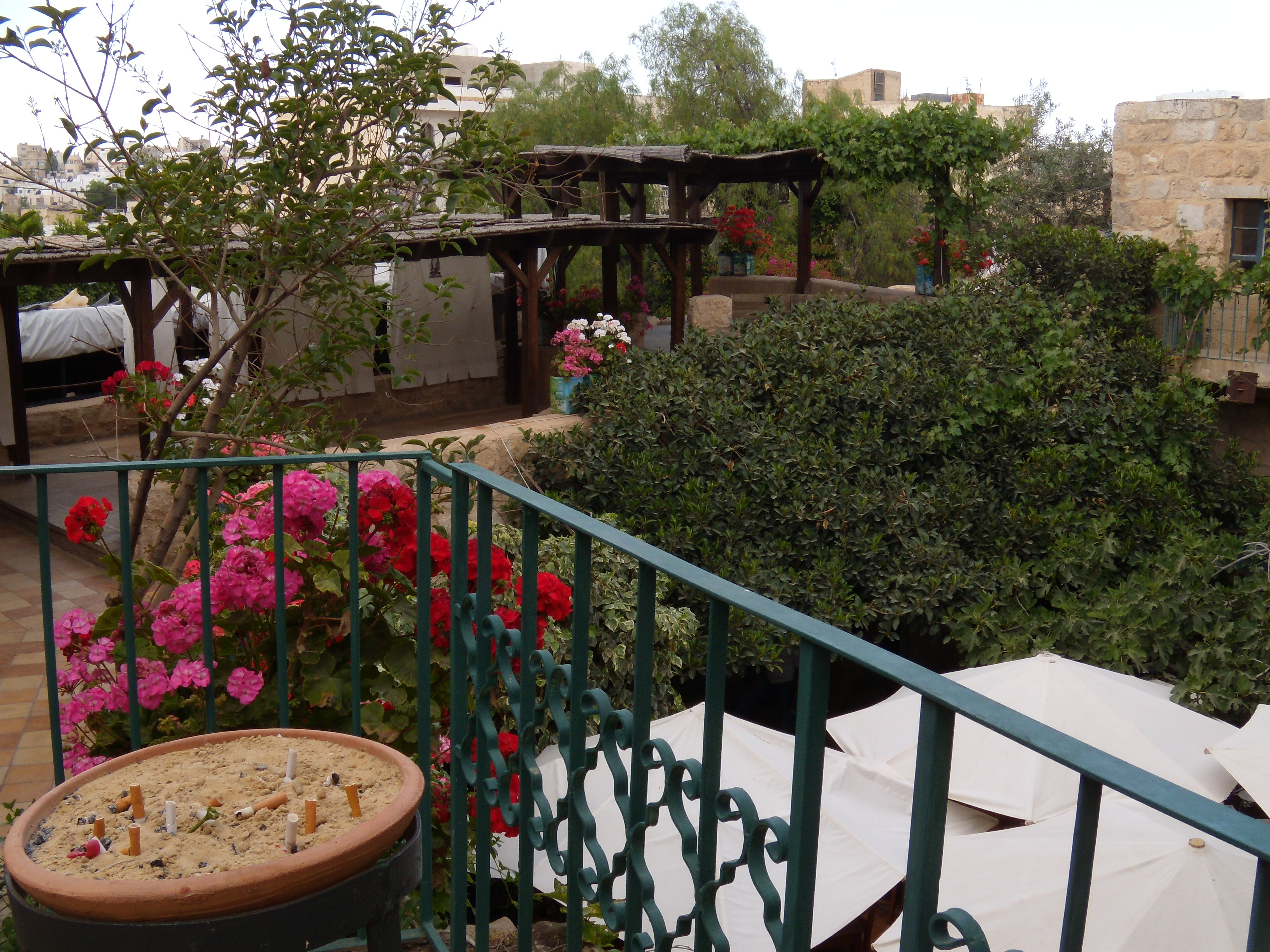
أحد البيوت التراثية المرممة بالمدينة كمطعم.

كما يعكس تطور مادبا المعماري والمدني، الظروف التاريخيّة والدينيّة والاجتماعيّة الخاصة بإعادة استيطان المدينة في أواخر القرن التاسع عشر، فكانت عمارة المدينة أساسًا من المحتوى الاجتماعي لمكونيها من العائلات المسيحية التي انتقلت من الكرك إلى مادبا في تلك الفترة، والتي قامت ببناء المباني سواء المدنيّة منها أو التجاريّة والحكوميّة، والتي لا تزال موجودة للآن في منطقة وسط المدينة والتي تشبه لحد كبير تصاميم المباني الموجودة في باقي منطقة بلاد الشام. حيث تضم مدينة مادبا ومحيطها مجموعة كبيرة من البيوت التراثيّة التي تجسد العمارة التقليديّة للمجتمع الأردني (يبلغ عددها 25 بيتًا في المدينة وحدها، تحوّل بعضها إلى متاحف ومطاعم وبازارات واستثمارات أخرى). وتمتاز تلك البيوت ذات أنماط العمارة التقليدية ببساطة البناء المتكيّف مع البيئة والمناخ، حيث شُيدت بمواد بناء متوافرة محليًا، مثل الطين والقش والقصب، وذلك لحماية السكان من برد الشتاء والحيوانات المفترسة. لقد كانت بيوت مادبا القديمة المبنية على طراز القناطر، تضم جزء أساسي في تكوينها، وهو الحوش. وكان من مكونات بعض تلك البيوت الخارجيّة ما يشبه مصطبة مرتفعة كانت بمثابة مكان للسهر صيفًا. كما يوجد في أعلى البوابات فتحات للتهوية وللسماح بدخول أشعة الشمس وتمرير الهواء إلى داخل الدار. كما يتميز البيت المادبي القديم، بتنوع الزخرفة وتصوير المواضيع الزخرفية النباتية والهندسية، وبارتفاع الأسقف الحجريّة.

### النسيج الحضري
بالنسبة للتخطيط الحضري للمدينة وضواحيها، فقد أخذت مدينة مادبا الشكل الشريطي تماشيًا مع امتداد الطرق الرئيسة، بحيث لم يزد ارتفاع أعلى نقطة للمدينة عن 900 متر عن سطح البحر في منطقة التل. ولم يؤثر الوضع الطبوغرافي لمادبا على شكلها، بل نمت المدينة وتطورت في جميع الاتجاهات دون عوائق، وقد تضاعفت مساحة مادبا عبر تطورها التاريخي لمرات عدة، منذ بداية القرن العشرين في كافة الاتجاهات. ويعمل الزحف العمراني على تقليص المساحات الزراعيّة المتبقية في مادبا وجوارها، حيث تشهد المدينة نهضة عمرانيّة كبيرة بسبب قربها من العاصمة عمّان وسهولة أراضيها، ويسر المواصلات إلى الأخيرة، حيث تشابكت المباني وتوسّعت على حساب الأراضي الزراعيّة الخصبة التي تمتاز بها.

### أبرز معالم المدينة
| الاسم               | الصورة | الحقبة         | الوصف |
| ------------------- | ------ | -------------- | --- |
| خارطة الفسيفساء     |        | العصر البيزنطي | أشهر موقعٍ أثريّ يُزَار في مدينة مادبا. وهي عبارةٌ عن كنيسة فيها لوحة فسيفسائية عملاقة، كان يبلغ حجمها (عندَ بنائها أول مرة) 16 متراً طولاً و6 أمتارٍ عرضاً رُسِمَت عليها خريطة كامل الشرق الأدنى القديم، من دلتا نهر النيل إلى صحراء شرقيّ الأردن وجبل لبنان. إلا أنَّ معظم اللوحة أصابهُ الدَّمارُ الآن بحيثُ لم يعد من الظاهر سوى ثلث مساحتها الأصلية تقريباً. |
| متحف مادبا الأثري   |        | العصر الحديث   | يقعُ إلى جنوب كنيسة الخارطة ويحتوي على العديد من القطع الأثرية الفسيفسائية، وعلى القطع الفخارية والخزفية، وكذلك على العديد منِ الملابس التقليدية لمنطقة مادبا وعلى الحليّ والمجوهرات التي كانت ترتدى في الماضي، وغير ذلك من الآثار. |
| مسجد الحسين بن طلال |        | العصر الحديث   | هو أحد أهم معالم المدينة، وأحد أكبر مساجد المملكة، حيث تبلغ مساحته 2,950 متر مربع. تم إنشاؤه على الشكل الحالي في عام 2007، إلاّ أنه مر بعدة مراحل زمنية قبل ذلك كان أولها فترة الخلافة الراشدة، حيث مرّ الخليفة عمر بن الخطاب بمادبا في طريقه لفتح القدس.                                                                                     |
| كنيسة الرسل         |        | العصر البيزنطي | تقعُ عند المدخل الجنوبي لمدينة مادبا، وتعود أطلالها إلى سنة 578م، وهي حالياً قيد التَّرميم، وتُزيِّن أرضيتها لوحات من الفسيفساء. |
| متنزّه آثار مادبا    |        | العصر البيزنطي | أطلال لمجموعة من الكنائس الأثرية، تتضمَّنُ كنيسة العذراء، وكنيسة الشهداء، والقصر المحترق، وقاعة هيبوليتس. |
| كنيسة العذراء       |        | العصر البيزنطي | بنيت في القرن السادس الميلادي فوق أطلال معبدٍ روماني، وأعيج اكتشافها في عام 1887. |
| كنيسة الشهداء       |        | العصر البيزنطي | بنيت في القرن السادس الميلادي، ولها أرضية فسيفسائية لا زالت قائمة. |
| القصر المحترق       |        | العصر البيزنطي | مجموعة لوحاتٍ فسيفسائية تعودُ إلى بناءٍ أثريّ أُحرِقَ بالنيران قديماً، تقعُ أطلاله ضمنَ متنزّه مادبا الأثري. |
| دير اللاتين         |        | العصر البيزنطي | وتُسمَّى كذلك كنيسة ومزار قطع رأس يوحنا المعمدان، وتعود أصولها إلى العصر البيزنطي، ومن ثمَّ أُعِيدَ بناؤها في عام 1883. |
| مقامات وادي جْدِيد    |        | العصر البرونزي | هي عبارة عن دولمنات (مقامات مؤلَّفة من أحجارٍ مرصوفة فوقَ بعضها) تمثّل قبوراً يعودُ عمرها إلى 5,500 عام، وهي تبعد عشرة كيلومترات عن وسط مدينة مادبا. |

## الرياضة
تُعتبر المدينة الرياضية في مادبا، والواقعة في منطقة الهلاليّة جنوب مركز المدينة بحوالي 7 كيلومترات، نقطة جذب رياضي في المحافظة رغم تواضعها، حيث تستقبل المباريات الرسميّة التي تقيمها الاتحادات الرياضيّة المختلفة أو من خلال التدريبات المستمرة للأندية والهيئات الشبابيّة ومؤسسات المجتمع المدني في المحافظة منذ عام 1997. تضم المدينة الرياضيّة عدة منشآت رياضيّة، أهمها الصالة المتعددة الأغراض التي تتسع لحوالي 1,500 متفرج، والملعب الأولمبي لكرة القدم الذي يتسع لحوالي 2,000 متفرج، والملاعب المكشوفة المُخصصة لكرة اليد وكرة القدم الخماسي والكرة الطائرة وكرة السلة، وتتسع مدرجاتها لحوالي 1,000 متفرج، بالإضافة إلى المسابح وملاعب السكواش وملاعب الأطفال، وبيت الشباب.
يُشار بالذكر إلى أن المدينة وجوارها تضم عدة أندية رياضيّة تشارك في دوري محافظة مادبا، منها نادي اتحاد مادبا، نادي الوحدة الأردني، نادي مليح، ونادي حسبان. وتُصنف جميعها ضمن دوري الدرجة الثانية الأردني فما دون.

## توأمة المدن
- فلسطين، بيت لحم [78]
- فلسطين، العبيدية [79]
- بلغاريا، تونجا [80]
- الولايات المتحدة، دينتون، تكساس [81]

## معرض صور

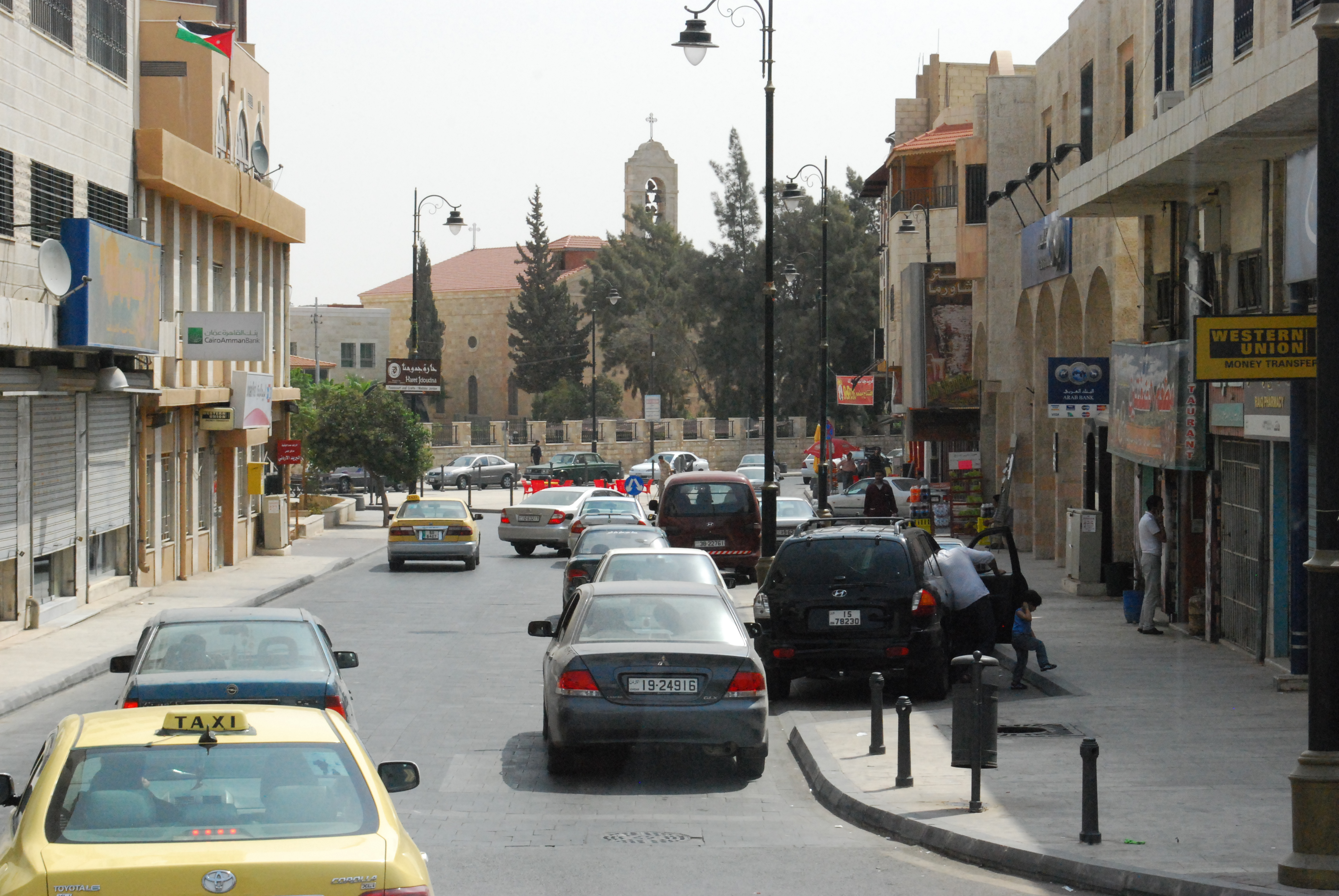
أحد شوارع المدينة
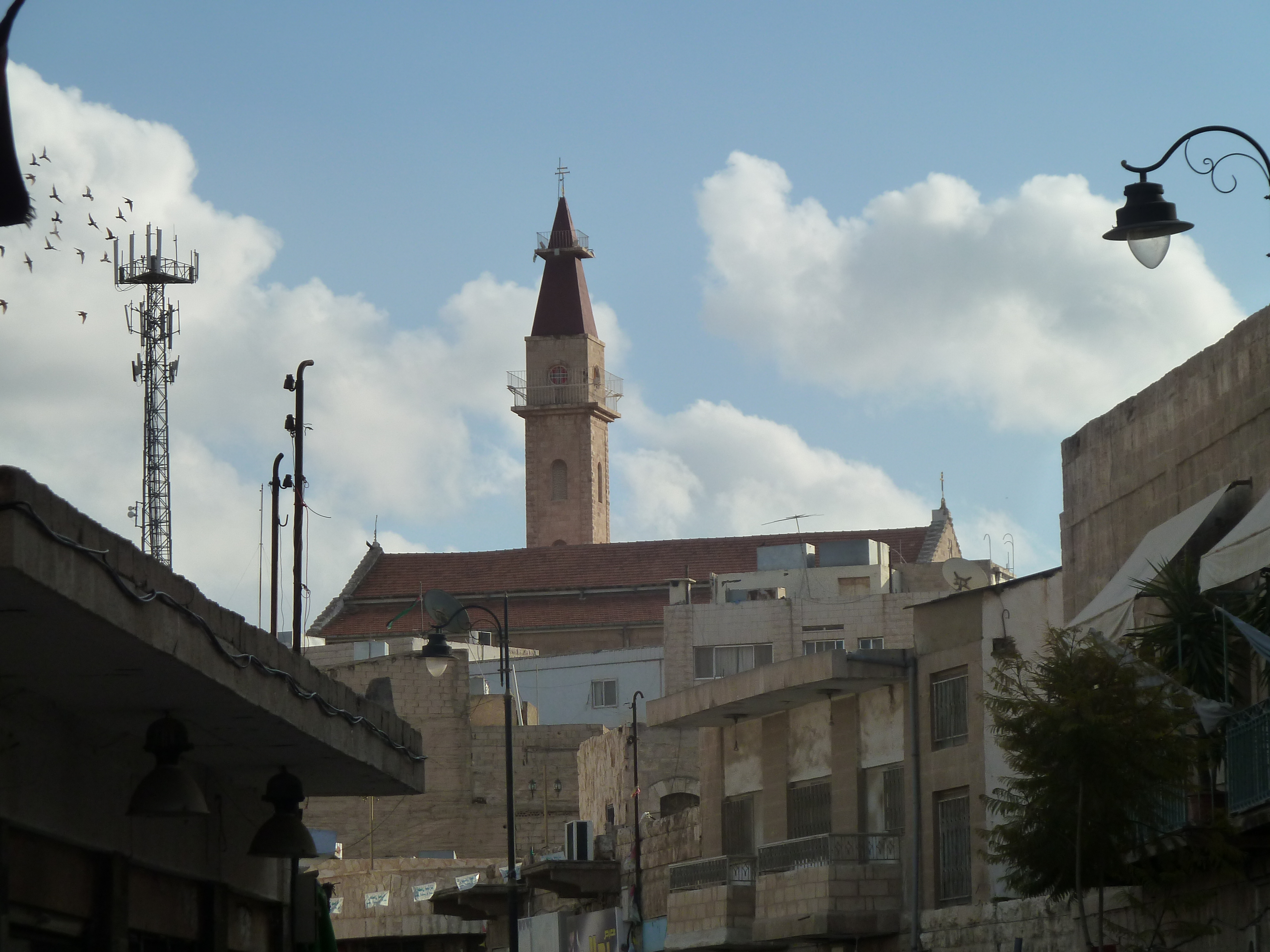
دير اللاتين
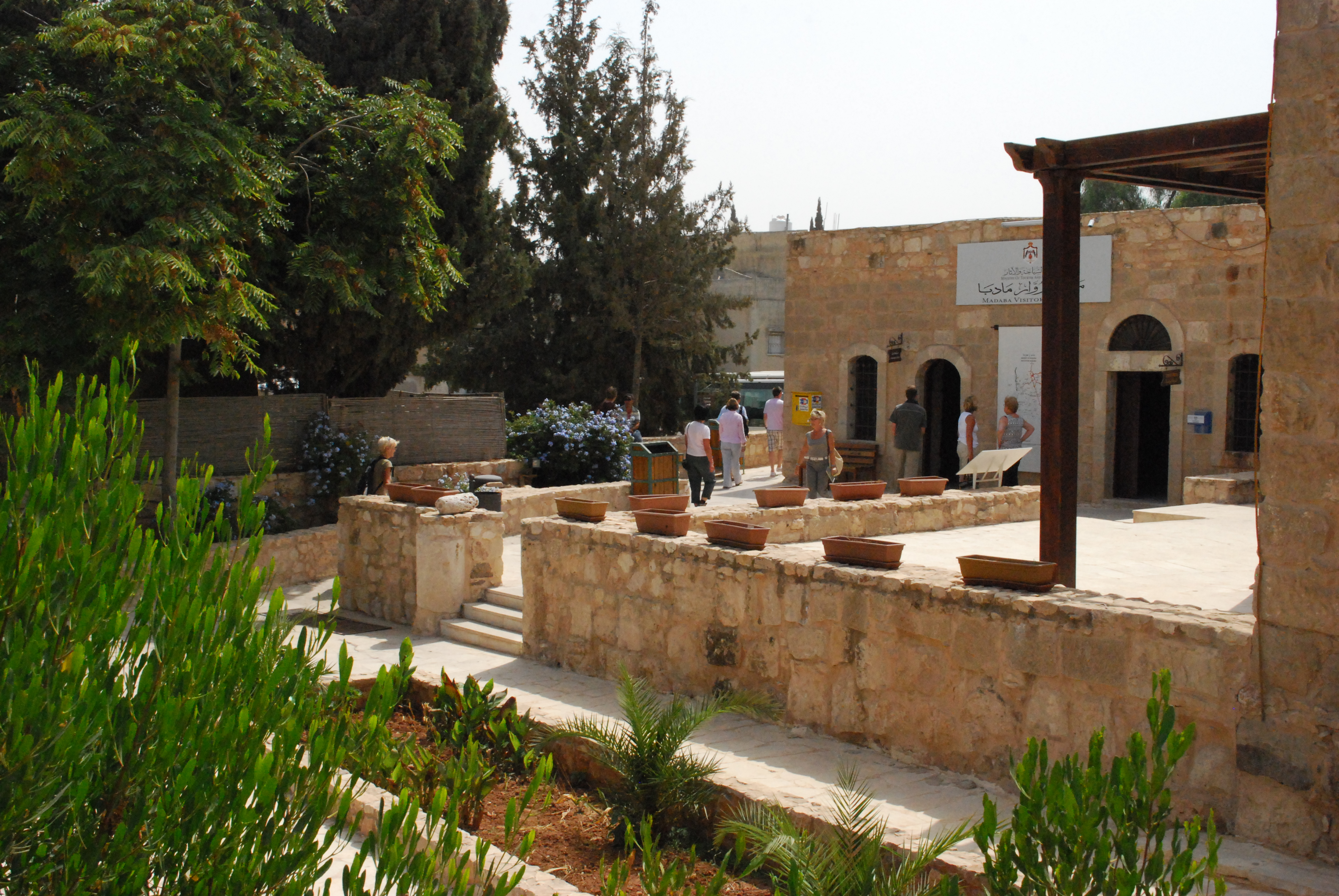
مركز زوار مادبا
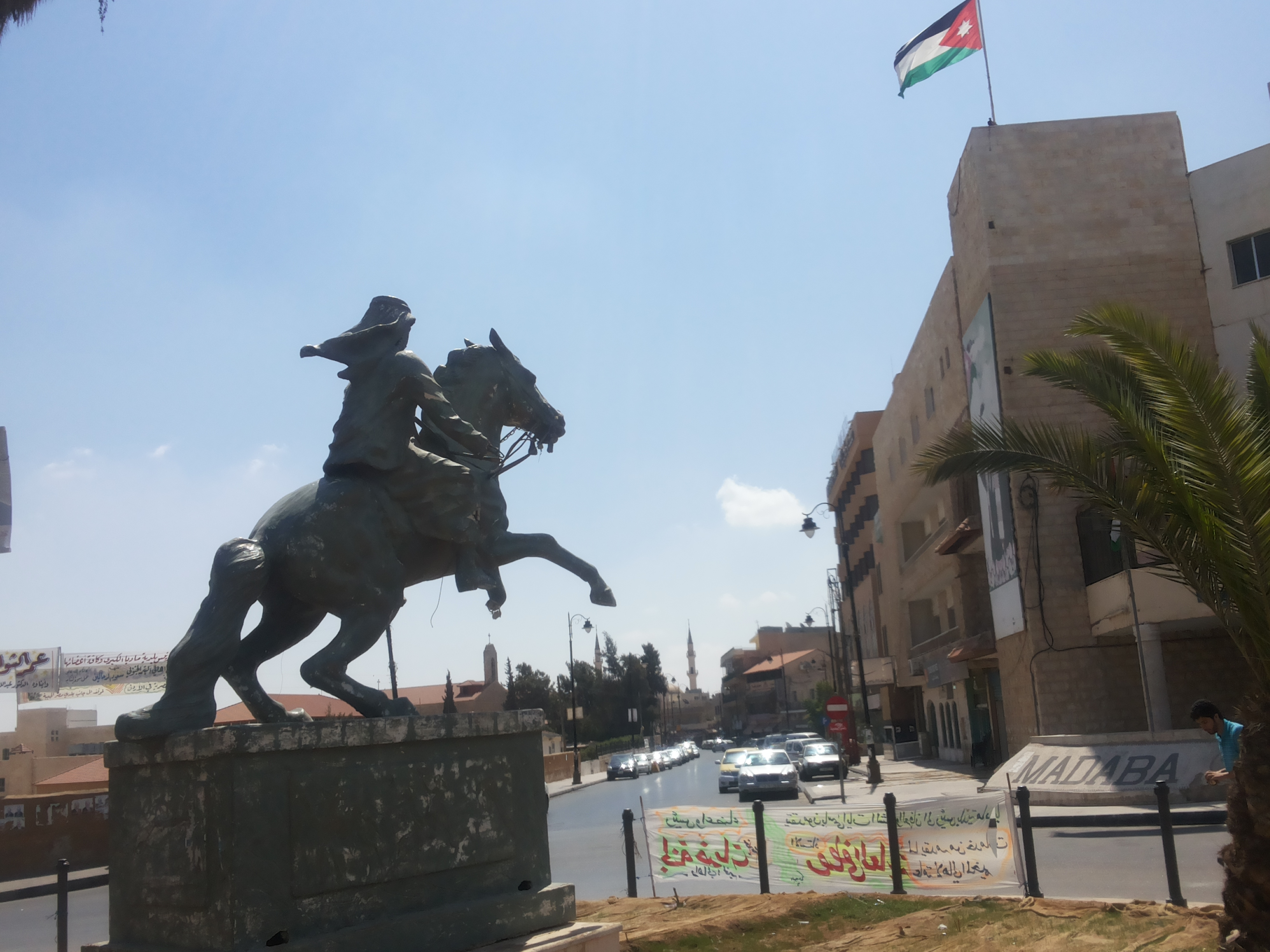
مبنى بلدية مادبا
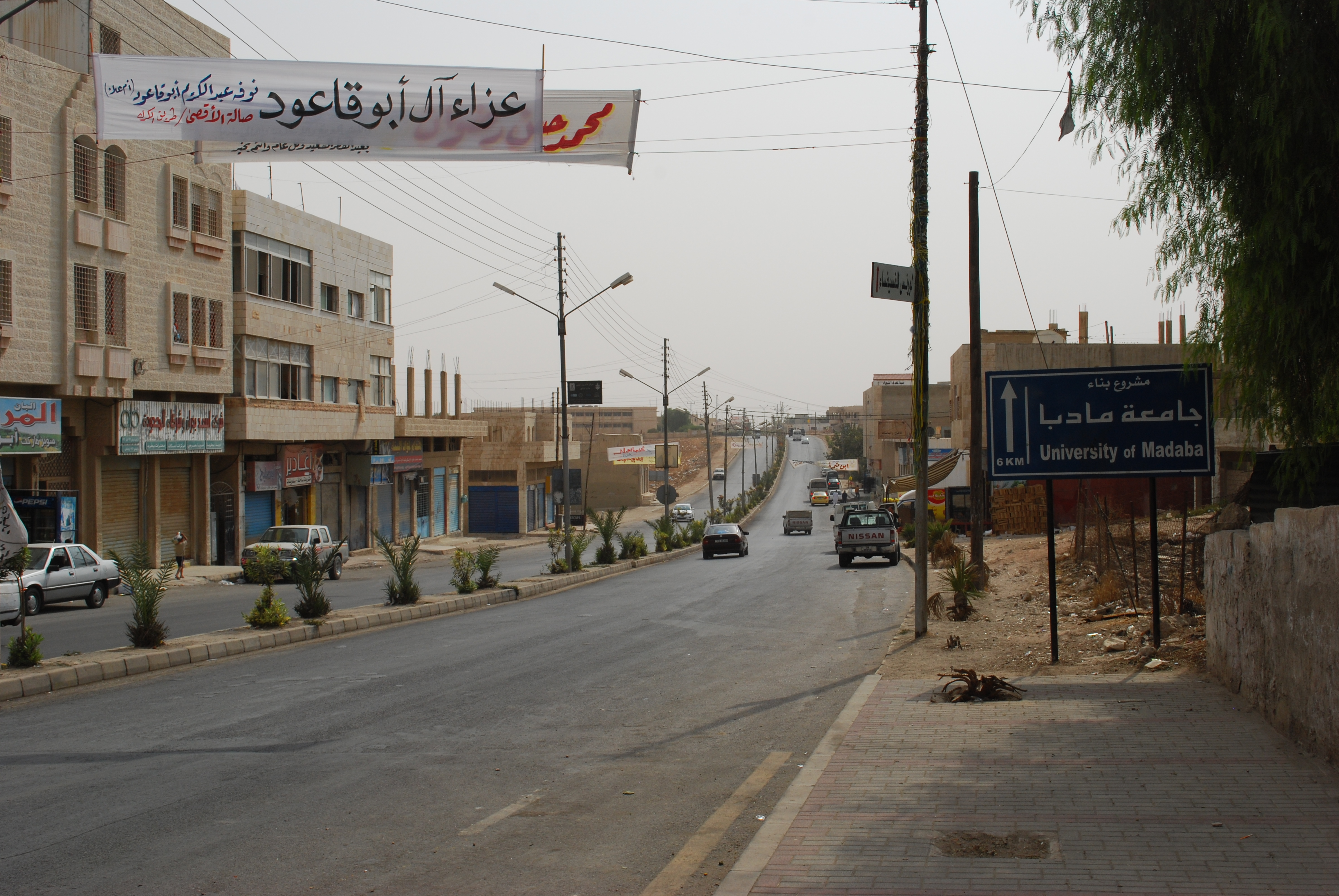
الطريق 35 المؤدي لجامعة المدينة

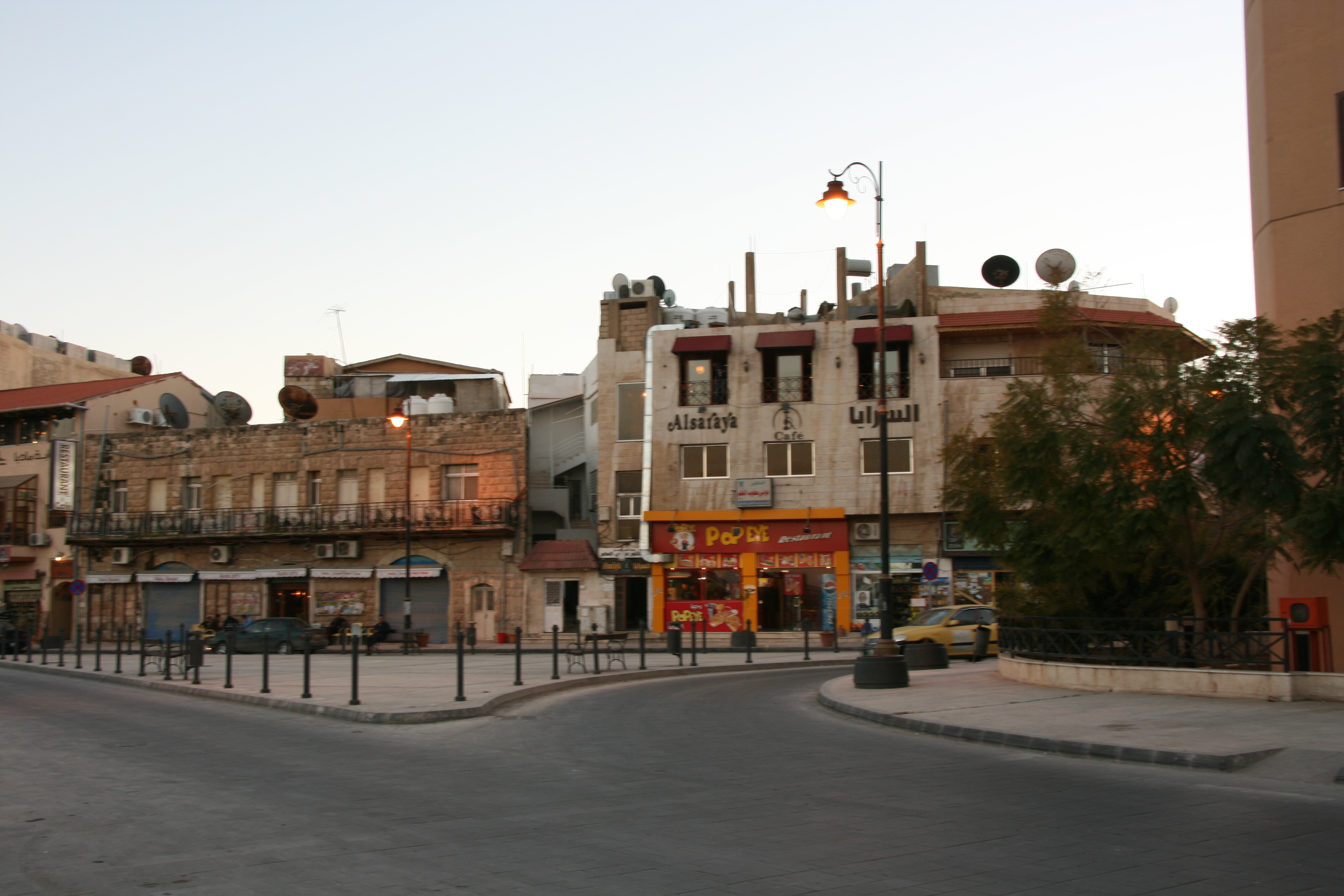
ساحة في المدينة
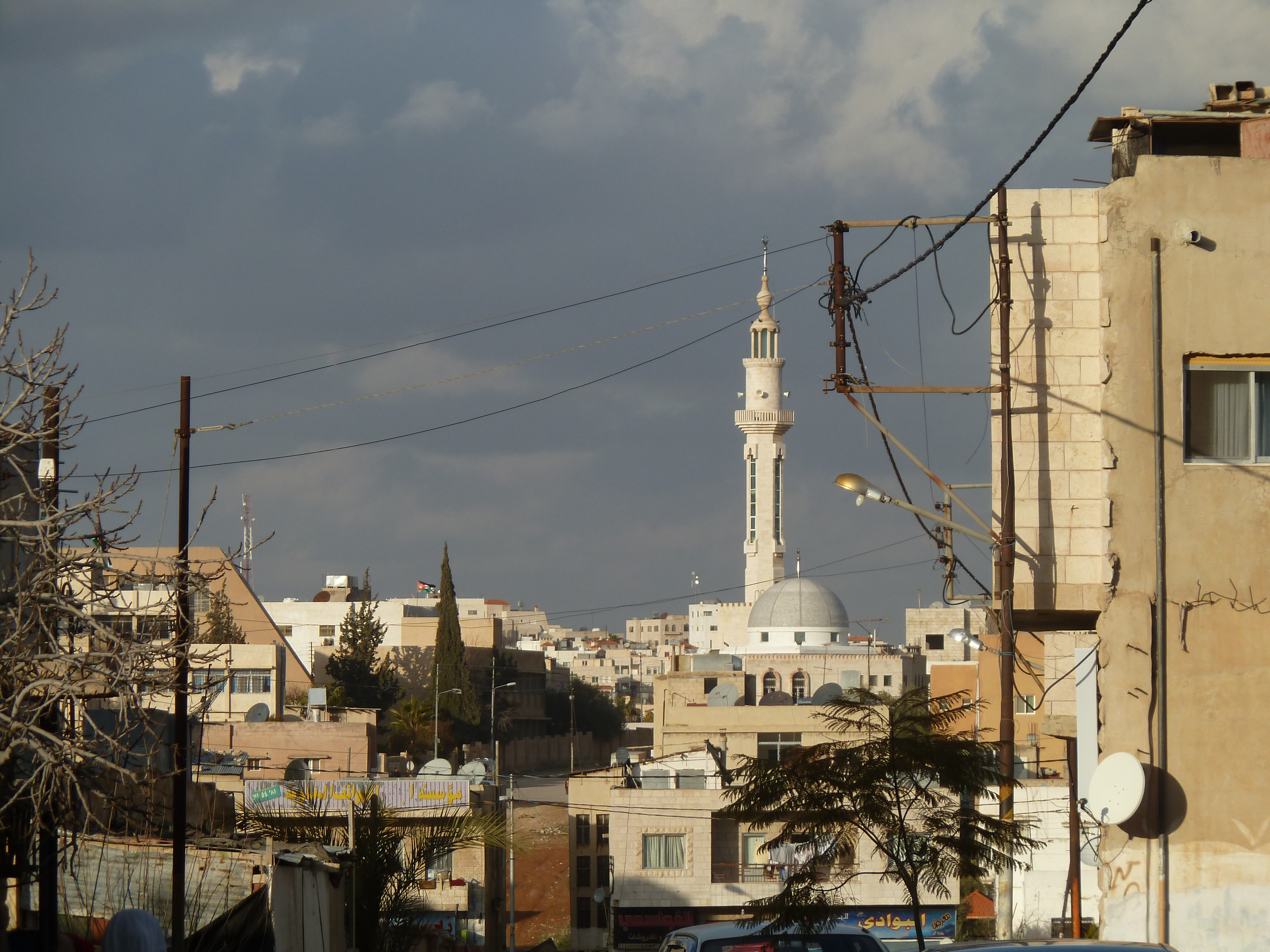
مادبا الحديثة
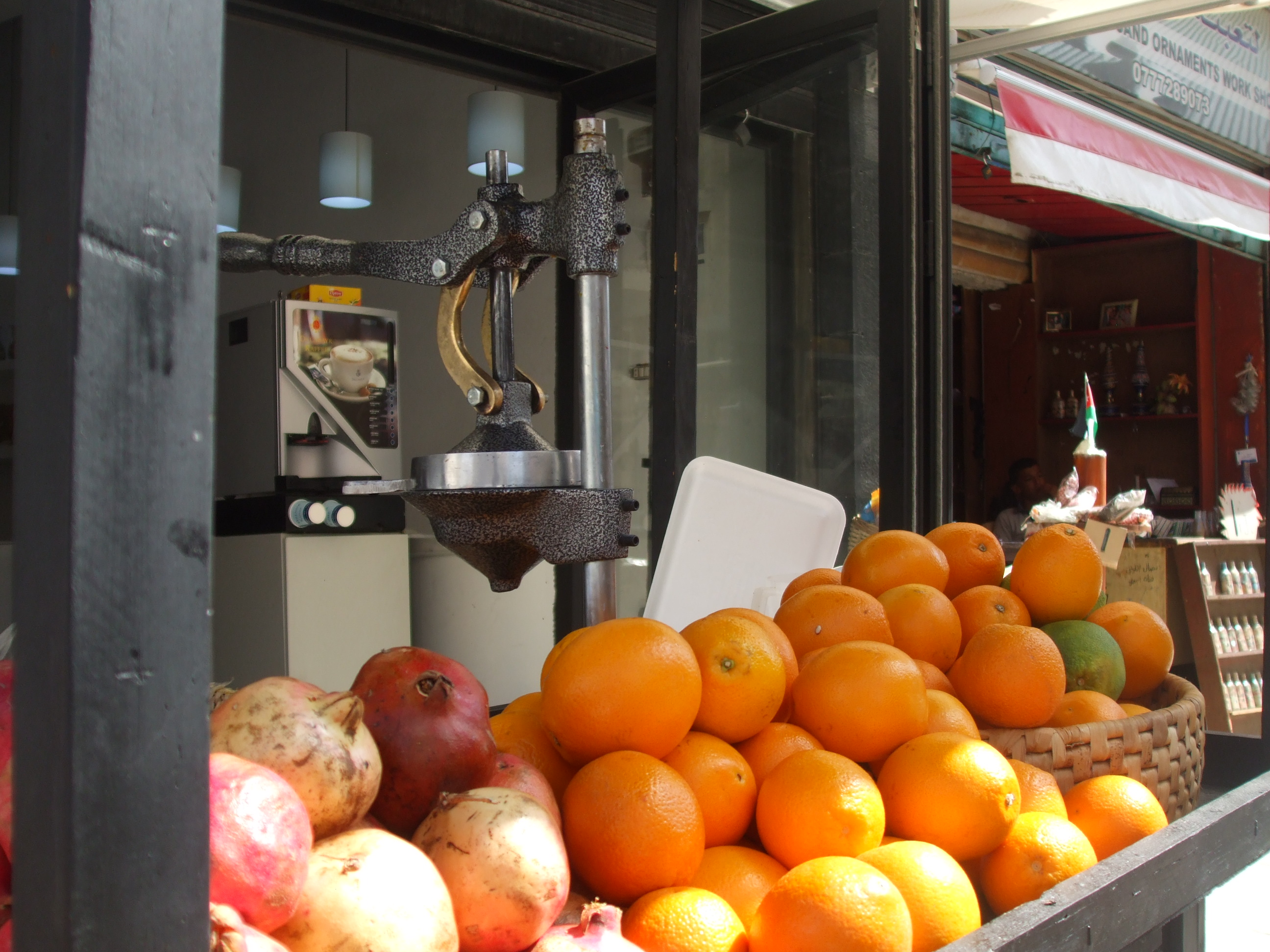
أسواق المدينة
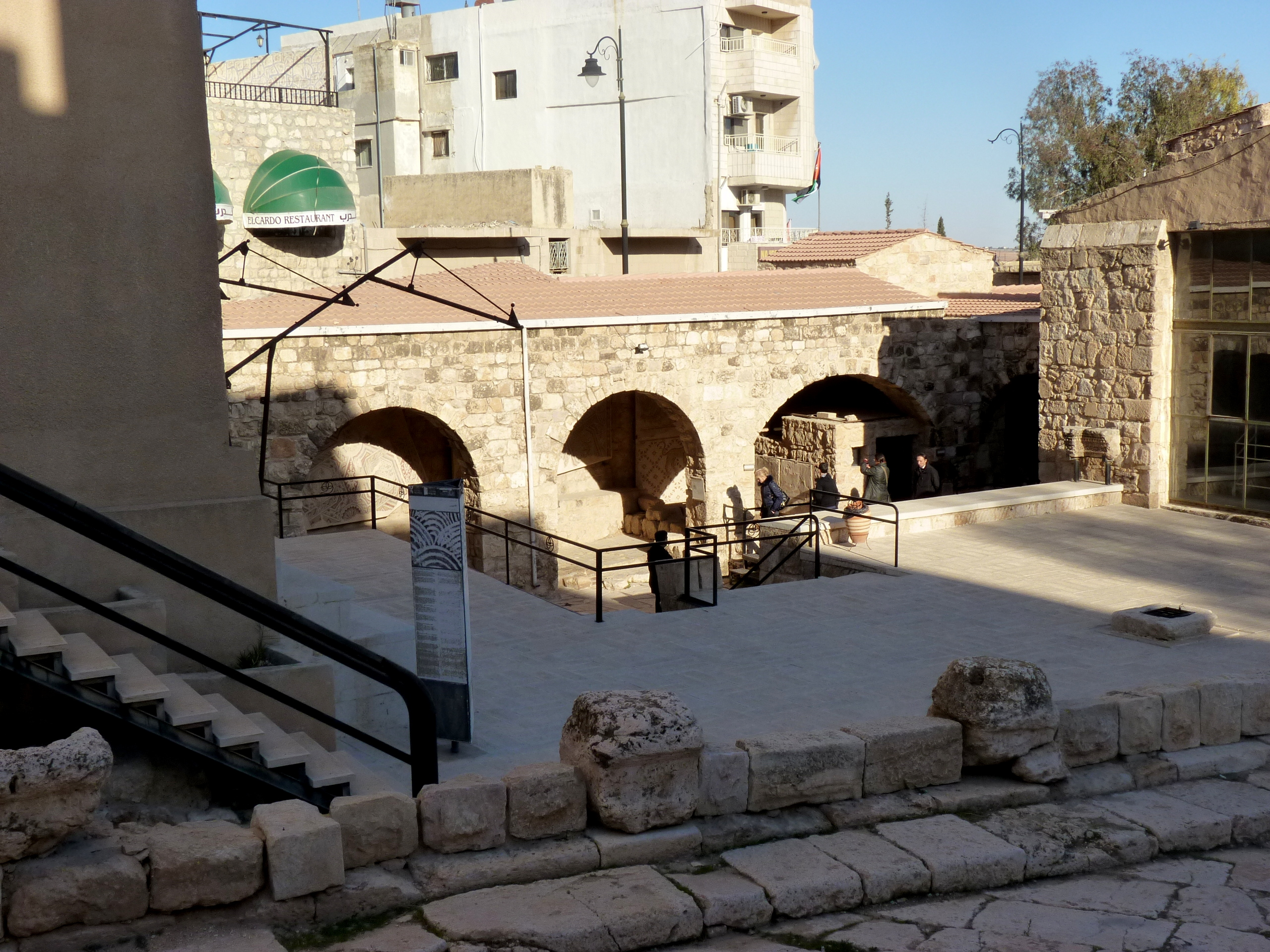
مادبا الرومانية
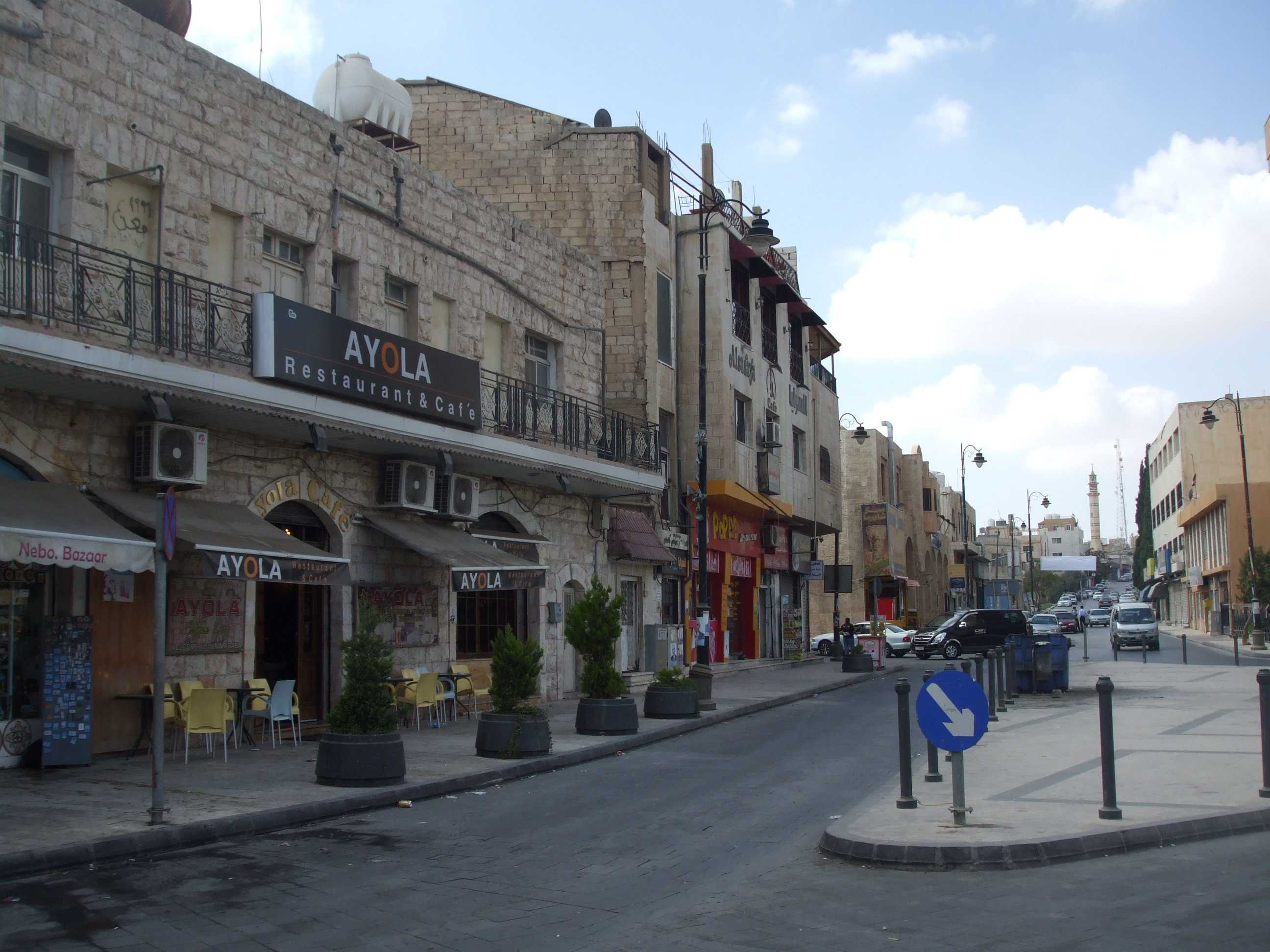
الوسط التجاري للمدينة
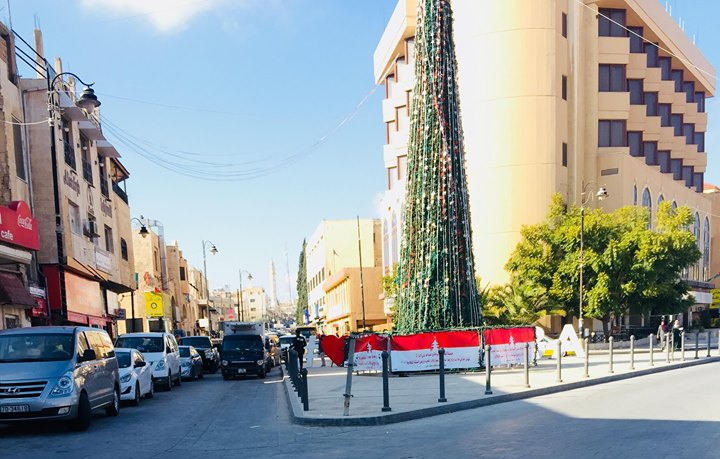
شارع السياحة في مادبا
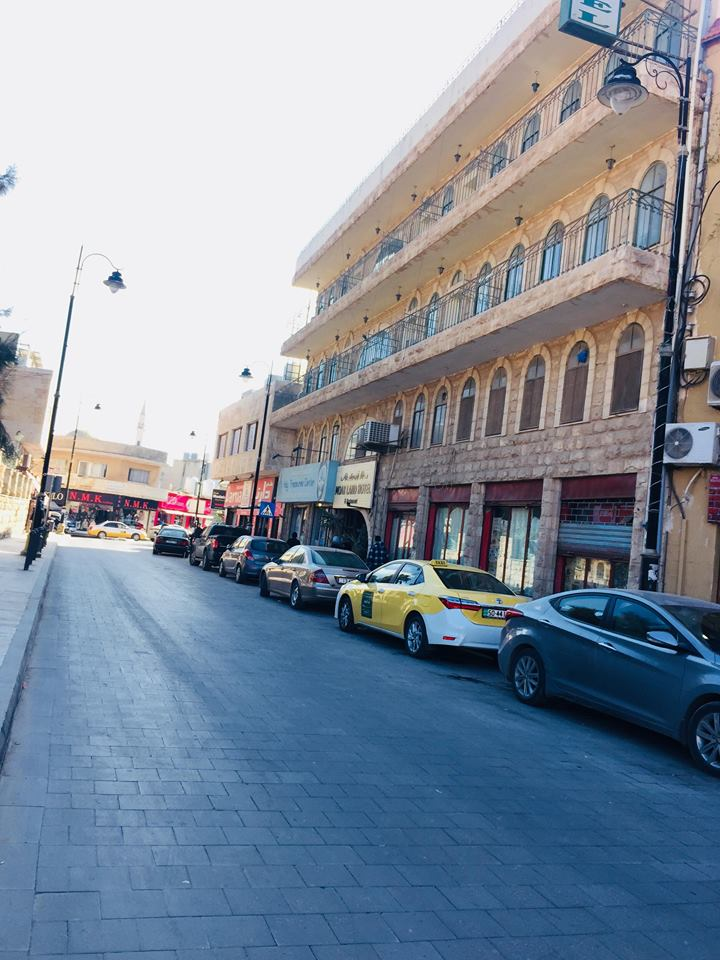
شارع السياحة في مادبا في الاردن